# 福島悪魔払い殺人事件
福島悪魔払い殺人事件（ふくしまあくまばらいさつじんじけん）とは、1995年（平成7年）7月5日、日本の福島県須賀川市小作田竹ノ花15番地6にあった民家で発覚した大量殺人事件。須賀川の女性祈禱師宅男女6人変死事件、須賀川市の祈禱師殺人事件、祈禱師事件とも呼称される。
自称祈祷師の女ES（逮捕当時47歳）が、自宅で信者らと共謀して「除霊」と称し、信者7人に太鼓のばちなどで殴るなど激しい集団暴行を加えて6人を死亡させ、1人を負傷させた。また死傷した被害者らも自身以外の別の被害者に対する暴行に加担しており、、家族間でも暴行が繰り広げられた。このように祈祷行為と称した暴行で7人の被害者が次々と殺傷され、死亡した被害者の遺体が犯人らの共同生活していた居宅内に腐敗するまま放置されていたことなどから、発覚当時は日本社会から大きな耳目を集めた事件であると評されている。また同年にはオウム真理教による地下鉄サリン事件が発生していたことから、こちらの事件もオウム事件と同様にカルト集団による凶悪犯罪、そして福島県の犯罪史に残る異様な事件として地域社会に衝撃を与えた。現行の福島県警察本部が発足した1954年（昭和29年）以降では、県内で6人以上が殺害された事件は初である（後述）。
犯人らは死亡した被害者5人への殺人罪、1人への傷害致死罪などで立件され、主犯格のESは4件の殺人罪・2件の傷害致死罪で2008年（平成20年）に死刑判決が確定。戦後日本では10人目の女性死刑囚になり、2012年（平成24年）に宮城刑務所にて死刑を執行されている。またESの長女Xと信者の男2人 (Y・Z) 、そして被害者1人の中で唯一生存した女性Aもそれぞれ従犯として起訴され、XとYの2人はそれぞれ無期懲役、Zは懲役18年、Aは懲役3年・執行猶予5年の有罪判決がそれぞれ確定している。

## 犯人
犯人は、ES（逮捕当時47歳）と長女X、そしてESの信者である男Y（同21歳）および男Z（同45歳）の4人である。

### 主犯ES
事件の主犯格である女ESは1947年（昭和22年）8月21日、当時の福島県岩瀬郡須賀川町（現：須賀川市）で出生した。ESの父親はESが5歳の時に死亡したため、日本専売公社に勤めていた母親が女手一つでESを育てていたという。ES本人は第一審で行われた精神鑑定の際、父を亡くして以降は一人っ子だったため、母親と2人暮らしをしていたが、母親は働いていたためいわゆる「鍵っ子」で寂しい思いをしていたこと、また母親が知人男性と性交渉を持つ場面を目撃したことがあり、それに嫌悪感を感じたため、早く家を出たいと考えていたこと、このような環境で育ったことから寂しいことが嫌いで、注目されたい、脚光を浴びたいという気持ちが人一倍強かったことを語っている。
ESは地元の小中学校、県立須賀川高校を卒業した。高校時代などには友人は比較的多かったが、特定の親友はいなかったという。一方で後に夫となる男性とは高校時代に同級生として知り合い、母親の反対を押し切って交際していた。高校卒業後は家出のような形で芸能プロダクションの社長宅で住み込みの手伝いをするようになったが、社長夫人に嫌われたためやむなく地元に帰った。また会社事務員などとして働いた時期もあり、20歳だった1968年（昭和43年）5月、高校時代の同級生である男性と結婚した。しかしこの時に母親の反対を押し切って結婚したため、それ以来は母親と絶縁状態になった。
後に長男（ESの逮捕当時28歳）、一連の事件の従犯である長女X（同23歳）、次女（同22歳）、三女（同小学生）の1男3女をもうけ、夫の営んでいた塗装業の手伝いや化粧品販売員などの仕事をしながら須賀川市内で生活していた。1984年（昭和59年）10月には後の事件現場となった家（後述）を新築し、現場付近の市営住宅（山ノ坊団地）から引っ越したが、事件当時は住宅ローンを滞納していた。

#### 祈祷師になるまで
1990年（平成2年）ごろまで、ESは夫や子供たちとともに平穏な生活を送っていたが、同年ごろに塗装業をしていた夫が仕事中の事故で腰を痛め、思うように仕事ができなくなる。これ以降、夫はギャンブル（競輪・競馬）にのめり込み、自宅の住宅ローンに生活費のための借り入れが重なったことから、次第に生活に困窮するようになり、家に借金取りが押しかけるようになった。『産経新聞』では、ES宅は1989年（平成元年）に福島地方裁判所郡山支部から差し押さえを受け、1991年（平成3年）12月には土地・建物ともに他人の手に渡ったが、ESはその後も「土地は買い戻した」と称して以前と変わらない生活を送っていたと報じられている。それをきっかけにESは化粧品や食器のセールス、ラーメン屋のアルバイトをして生活を支えていたが、同年には夫とともに新興宗教団体「天子の郷」に入った。「天子の郷」は「病気・執着心・嫉妬などは、肉体内の邪霊や毒素によって起きるものである。それらを天主に宿る神力で取り除くことにより、幸福が得られる」とする教えを説き、抹殺・里造り・神査などの儀式を行っていた宗教団体で、執着心や嫉妬を動物霊に喩えていた。
入信直後、夫の腰痛が治ったことをきっかけに夫婦で信仰を深め、1992年（平成4年）には三女とともに、岐阜県の教団本部で専従として活動を始めたものの、次女の眼病が治らないことや、それに対する教団の対応に不満を募らせ、同年11月に夫婦で脱会した。その後、次女の眼病は医者の治療によって治癒している。その後、ESは再び「天子の郷」に入会を申し出て許可されたこともあったが、福島県内で自身の期待するような集会を開くことを許可されなかったことなどから、1994年（平成6年）春、それまでに献上していた金員を返還してもらった上で退会した。
一方で1992年末、夫が「天子の郷」で知り合った神戸の女性信者と浮気関係になり、家を出た。このためESは何度も神戸に赴いて夫を連れ戻そうとしたが、連れ帰ってもまた去られてしまう状態だった。このことからESは酒に溺れ、生活も行き詰まったことから自殺を仄めかすほどに陥ったが、そのような状況下で夫を連れ戻すべく、神戸に出向いたところで「神慈秀明会」という新興宗教を知り、1994年6月に入信。しかし高額な掛け軸の購入を強引に勧められたため、約1か月で脱会し、須賀川に戻ると7月ごろから個人の霊能祈祷師として活動を開始した。福島県には「拝み屋さん」と呼ばれる民間の祈祷師が多数おり、また祈祷師になるためには特に資格や登録は必要ないため、東北地方だけで1995年7月時点で約1000人の祈祷師がいるとみられているが、一般的には寺院などで修行を積み、その宗派から資格を得ることで祈祷行為を許される場合が多いと報じられている。同月ごろからは夫を連れ戻そうとすることも諦め、ESは「天子の郷」で学んだノウハウを用いて知人からの相談に乗り、「肩凝り・腰痛が治った」という評判を得て、信者を集めていった。ある時は自身の下に集まった相談者から一晩で7万円の謝礼を手にすることもあり、そのような体験を重ねるうちに、ESは自身に霊や前世のことがわかる力を持ち、自身の手かざしを受ければ病気や悩み事を解決できるなどと称し、依頼に応じて相談者のところへ赴いたり、自身の話を信じた者を自宅に呼び寄せたりするようになった。このころにはESは飲酒をしなくなり、落ち着いて明るい雰囲気になり、来訪者が増えるにつれて自信を深めていった。その後、「須賀川に悩みや相談事を解決してくれる拝み屋がいる」「よく当たる拝み屋がいる」という評判を聞いてES宅を訪れる者が増え、同年10月上旬までには約1000人がES宅を訪れていたという。一方で「子供をみてあげる」と自宅で子供の運命を判断したが、「この子は死ぬ」と言ってその子供の親を激怒させたこともあったと報じられている。

#### 家族
ESの長女XはESの第2子（長女）として生まれ、高校を卒業後、会社員として地元の電話機を製造する工場で製造・点検作業などの仕事に就いていたが、1993年（平成5年）に退職しており、それからは事件当時まで無職だった。Xは同年6月に夫と結婚し、同年10月に長男（ESの孫）を出生、夫の実家で生活していたが、夫が金銭感覚にルーズであり、借金を作っていたこと、また実家の父母に甘えて実家から独立しようとしないことなどを不満に感じ、夫婦喧嘩を繰り返すようになった。1994年9月4日、Xは夫と喧嘩をした勢いで長男を連れて自身の実家であるES宅に戻り、それ以来夫とは別居生活を送るようになっていた。逮捕時点でもXは母ESとは別の姓（夫の姓）を名乗っていたが、事件後の1995年10月に夫と離婚してESと同じ姓に復姓した。
Xが実家に戻ってきた当時、母ESは祈祷師として信者を集めており、Zら信者が集まるようになっていたが、X自身はかねてから宗教に興味がなく、またESが妹の眼病を治せなかったことなどを見ていたため、ESの神様や霊の話は信じておらず、ESが神であるとも信じていなかった。しかし、当時は夫（Xの父親）に捨てられて精神的に落ち込み、自殺まで考えていたESが祈祷師の仕事をすることで明るく元気になっていたため、ESに話を合わせ、一緒に信者らと話をしたり、ESから頼まれた手伝いなどをするようになった。その一方でESは自身の夫と復縁すべく、義父母や仲人、友人などを交えた話し合いを重ねていたが、感情のすれ違いが続き、きっかけを掴めないという悩みを抱えていたところ、Eが祈祷師としての仕事に夢中になり、自身の相談に全く親身になって応じてくれないばかりか、同年11月ごろには信者Z（後述）や甲（後述）それぞれの家族らが実家に住み込み始めるようになったことから、実家にいても気が休まらない状態になっていた。そのためXはストレスを抱え、母ESや信者らへの不快感を徐々に強めていった。また実家に帰ってからも、ESが三女である自身の末妹（1994年12月当時7歳）の面倒を見なかったため、姉であるXが彼女の面倒を見ており、Xは彼女から「お姉ちゃん」と慕われていた。Xは実家に帰った当時、別居中の夫の下に戻ろうと考えていたが、当時はESが末妹の面倒を見ず、宗教やYとの関係に夢中になっていたことから、そのような実家に末妹を残して自分が夫の家に戻ってもよいのか不安になっていたところ、夫の家に帰る約束をしていた日（1994年12月25日）の前日である24日、末妹から「お姉ちゃん、寂しくなるから帰らないで」などと泣きつかれたため、思い悩んだ末に夫との約束を反故にし、実家に残ることを決めた。
なおESの元夫・長男・次女は事件発覚時点で所在が確認されていなかったが、捜査本部の調べで、元夫は大阪、次女は福島県内にそれぞれ在住していることが判明したため、同本部は彼らからも事情聴取している。

### 信者
Yは須賀川市で生まれ、1993年（平成5年）に県立高校を卒業後、陸上自衛隊に入隊した。同年5月から1995年4月までは福島市にある福島駐屯地に勤務していたが、当時は独身で、常々早く女性と交際し、性的な関係を持ちたいと考えていたため、福島市内でナンパなどをしたこともあったものの、結局は性的な関係にまでは至らなかった。1994年11月ごろ、Yは高校時代の2年後輩である女子高生の春子に交際を求め、それ以降は彼女とともに時折ドライブに行くなどして交際を重ねていたが、被害者の1人である丙は春子の同級生であり、丙を通じてESの話を聞いて興味を覚えたことをきっかけにES宅を訪れ、ESから手かざしなどを受けるうちに彼女の話を信じ込むようになる。同年12月ごろ、Yは春子から、ESの所に行けば悪い霊が取れて良くなるという話を聞き、当初こそ宗教への関心がなかったことなどから興味を示さなかったものの、次第に興味が湧いてきたことから、彼女と一緒にES宅に行ってみることを了解し、同月9日に春子に連れられてES宅を訪れた。その後、Yは1995年4月に自衛隊を除隊して帰郷していた。Yの父親は、息子が突然「自衛官を辞める」と言い出したことを不審に思い、何度も息子を連れ帰ろうとES宅を訪れたが、ESは不在であるとして相手にされなかったと証言している。
Zは福島県岩瀬郡鏡石町で生まれ、中学校を卒業後は家業である農業の手伝い、工員、自動車運転手などの職を転々としており、事件当時は建設会社の重機オペレーターとして働いていた。近隣住民によれば、Zの父親は町会議員も務めた地元の名士たが、莫大な借金を抱えていたため、息子であるZが借金返済のために働いたという。Zはかねてから別の宗教を信じており、1983年（昭和58年）にはその宗教で知り合った女性Zα（後の被害者の一人）と結婚、彼女との間にもうけた一人息子とともに3人で暮らしていた。しかし妻Zαが高血圧症を抱えていたところ、1994年ごろに知り合ったESから「薬は毒であり、手かざしによって治すことができる」などの教えを受けているうち、次第に高血圧症の症状が改善してきた感があったことなどから、Zも次第にESの話に関心を持つようになっていった。そのため、ZはZαの勧めに応じて同年10月には信心先を脱会し、ES宅に通うようになり、同年11月ごろには一家でES宅に住み込むようになった。
Zは勤務先ではまじめな人物として知られていたが、1994年（平成6年）8月ごろから仕事を休みがちで、同年12月ごろからは自宅を空けがちになっていたという。Zには被害者の1人である妻Zαや小学5年生の長男（一人息子）がいたが、1994年秋からZ夫婦は息子をいったん彼の通学していた小学校から約10 km離れた自宅に置いてES宅に出かけ、深夜には息子を同宅に呼び、朝になると息子を学校まで送り届けるという生活を送っていたという。1995年1月10日過ぎ、Zαが電話で近所の新聞販売店に同月をもって新聞を解約したいという電話をかけていた。またZの息子は同級生から「〔両親が〕離婚したんだろ」とからかわれると憤慨し、「きれいになって帰って来るんだ。8月になったら、お母さんは生き返る」と言っていたという。Zの親族は事件発覚前に複数回にわたってES宅を訪れて面会を要求していたが、不在を理由に断られていた。

## 事件現場
事件現場はES宅で、瓦屋根の2階建てであった。この家は須賀川市中心部から東へ約5 km離れた阿武隈川近くに位置していた。この家の西隣には食堂、南隣にはスーパーマーケットがそれぞれ所在していた。事件現場からJR水郡線の川東駅までは約200 m、市立大東幼稚園までは約100 mで、周囲には新しく家を建てて引っ越してきた会社員や公務員らの住宅が多かったが、水田も多く、閑静な場所だった。事件発覚後、この家は空き家として放置されており、ESの死刑が執行された2012年9月時点では障子が破れたままで、庭の草木も伸び放題になっていた。事件から約四半世紀が経過した2019年（平成31年）2月時点でも、現場の家は空き家のまま放置されている。八木澤高明が2017年（平成29年）に現場を訪れたところ、室内にはESらが使っていた数珠などの宗教道具や、布団などの生活用品がそのまま残されていたという。
現場のES宅からは事件発覚の約2週間前から魚の腐ったような異臭がしており、また夜中に太鼓を叩く音が聞こえるなど異様な雰囲気を放っていたため、事件発覚前から近隣住民の間で「須賀川のオウム」と揶揄されていた。その異臭はES宅に隣接する食堂にまで漂っており、あまりにも異臭が酷かったため、地元ではどぶさらいもしていたと報じられているが、福島県警察は事件前、ES宅には食堂からの出前や新聞の集金人など多数の部外者が出入りしていたにもかかわらず、彼らは異臭を感じていなかったと述べている。また事件当時、須賀川警察署の署長として事件の捜査を指揮していた斎藤克彦も、本事件が「福島のオウム」と呼ばれていたことを回顧している。ある近隣住民は『朝日新聞』の取材に対し、足の痺れがあったのでかねてから化粧品を購入した縁で知り合いだったESに祈祷をしてもらったが、ESらが人を殴っているという近所の噂を聞いて1回だけでやめたと証言している。また1995年1月3日夜、信者の1人が「助けてくれ」と近所の家に逃げ込んでくるという騒ぎもあったと報じられている。事件発覚当時、ES宅の前には信者のものとみられる乗用車4台が駐車してあったが、その中には福島ナンバーの車のほか、習志野ナンバーやいわきナンバーの車もあった。

## 被害者
死亡した被害者は、Zの妻である女性Zα（当時45歳）、男性信者甲（当時49歳）とその妻であり、Zαの姉（Zの義姉）である女性乙（当時48歳：岩瀬郡鏡石町在住）、甲・乙夫婦の娘である少女丙（当時18歳）、男性信者丁（当時42歳：須賀川市芹沢町在住）、田村郡滝根町（現：田村市滝根町）在住の女性信者戊（同27歳）の6人である。事件当時、丙は岩瀬農業高校の3年生であり、丁と戌は同じ福島県郡山市のデパート内にあった眼鏡店で働いていた同僚だった。また、丁の妻である女性A（逮捕当時33歳）もESら4人から暴行を受けて負傷した。
死亡した被害者6人のうち、福島県警察に捜索願が出されていたのは事件発覚のきっかけとなった丁だけで、丁は妻A（当時33歳）と小学2年生の長男、幼稚園児の長女とともに5月ごろからES宅に住み込んでいたが、子供2人は同年6月中旬までに西白河郡矢吹町の妻の実家に引き取られており、7月1日に丁の父親から捜索願が出されていた。
甲・乙夫婦には丙以外にも娘2人（高校2年生の次女と中学2年生の三女）がおり、須賀川市六郎兵衛の自宅で生活していたが、乙は妹Zαと同様に高血圧症で悩んでいた。そのような折にZαからESを紹介されて興味を示し、糖尿病に悩んでいた夫・甲や、緑内障に罹患していた長女・丙ら娘3人とともにES宅を訪れ、手かざしなどを受けるようになり、次第にZ・Zα一家とともに一家でES宅に住み込むようになった。甲は1995年1月、中学卒業後から勤めていた日本専売公社を退職した。その後、Zαや乙はES宅の家事などを手伝い、無職だった甲はES宅でESの隣に座り、来訪者に自身の体験談を話すなどしてESの教えを広める手伝いなどをしていた。なお夫婦の次女と三女は事件が発覚した日にもそれぞれ学校に登校したが、その日の朝に親戚に引き取られたという。彼女たちは保護された当時、既に死亡していた両親と姉について、旧盆になれば起きてくると言い張っていたという。
Aは病院事務員として働いていたが、自身の母親が化粧品販売の仕事をしていた関係でESと知り合うようになり、長男が小児喘息に罹患していたことから、1994年12月中旬ごろからESの家に通うようになった。1995年に入ると、Aは夫である丁とともに毎日のようにES宅を訪れるようになり、そのころから息子の喘息の発作が収まって元気になってきたことから、それをESのおかげだと信じ込むようになった。ESは当初、彼ら夫婦に自分たちへの不信感を抱かせないため、Zαらに対する「御用」の様子を見せないようにしており、特にAに対しては「〔A〕さんは魂のきれいな人だ」などと言っておだて、丁寧に応対していた。また彼ら夫婦は日本舞踊の師範の資格を有していたため、ESは彼らに「神の踊り」を考案させ、教わりに来た人たちに自分の教えを伝えて信者を増やし、献金などを集めて借金の返済に充てたいなどともくろみ、夫婦にそれぞれ仕事を辞めさせ、「神の踊り」を考案するように求めた。Aは同年3月、ESからの勧めで仕事を辞め、5月から家族一同でES宅に住み込むようになった（後述）。また、Aと同時期に丁もEの勧めなどから眼鏡屋を退職している。
戌はアレルギー性の鼻炎（花粉症）に悩まされていたところ、眼鏡店の同僚だった丁を通じてESを紹介され、1995年4月中旬ごろから丁宅を訪れるようになった。その際、戌はESから「私の所に来れば、花粉症も良くなる」などと言われ、実際にそれから花粉症の症状も改善してきたように感じたため、次第にESの教えを信じ込むようになった。同年5月にはES宅を訪れ、そちらに住み込むようになり、同月には眼鏡屋を退職している。

## 事件の経緯
確定判決である福島地裁 (2002) によれば、ES・X・Y・Zの4人は1994年12月下旬ごろから1995年1月25日ごろまでの間、Zαと甲の2人を拳や太鼓のばちなどで全身を執拗に殴打したり、足蹴にしたりなどの暴行を加え続け、2人を打撲（Zαは頭部軟部組織挫滅も含む）に基づく挫滅症候群によって死亡させた。
さらにESら4人は1995年1月28日ごろから2月18日ごろまでにかけて丙にも同様の暴行を加え続けた末に挫滅症候群で死亡させ、またYを除く3人は乙にも同年2月末ごろから3月17日ごろまで同様の暴行を続けた末に死亡させた。彼ら4人と丁の妻である女性A、戌は同年5月15日ごろから25日ごろまでの間、丁に同様の暴行を加えた末に挫滅症候群で死亡させた。また戌も同年5月12日ごろから6月6日ごろまでにわたって4人やA、丁から同様の暴行を受け続けた末に挫滅症候群で死亡した。
そして被害者7人で唯一の生存者であるAも、同年5月25日ごろから6月18日ごろまでにわたって同様の暴行を受け続け、全治約2か月の重傷（背部などへの打撲、左前腕皮下膜膿瘍など）の傷害を負ったが、同年6月18日に家族によって救出された。これら一連の暴行では、死傷した被害者らもそれぞれ自身以外の被害者に対する暴行に加担しており、Zαに対しては甲・乙・丙らが、甲に対しては乙・Zαらが、丙に対しては乙らが、乙に対しては「〔ES・X・Zと〕ほか数名」が、丁に対してはAや戌が、戌に対してはAや丁が、Aに対しては戌らが、それぞれ暴行に加担したと認定されている。特に最後に死亡した1人である丁は自宅でも暴行を受けるなどしており、暴行が始まってから約10日間と短期間で死亡していることから、かなり激しい暴行が行われていたとみられている。戌の父親はESらの第一審公判で、娘の遺体と対面した時には娘だとすぐにはわからなかったと証言している。
一方で1995年1月から2月にかけ、7回にわたって須賀川署へ被害届、報告が寄せられており、同年1月3日には甲が兄とともに須賀川署を訪れて被害申告していた。また同月5日には、丙が通学していた高校の生活指導担任教師からの丙の長期欠席と暴行を受けたらしいことに関する報告を行い、同年2月14日にはこの担任教師が、丙から連絡がないことを心配して須賀川署を訪れ、さらに同月中旬には甲の兄が、弟である甲と連絡が取れない旨を訴え、22日ごろには丙の長妹（甲・乙夫婦の次女）の足に青痣がみられることを心配した担任教諭と教頭が同様に署を訪れていた。しかし当時、須賀川署は「訴えて事件にならないと捜査できない」という立ち位置で、家族同士で「御用」をしている可能性もあったため、甲の兄は事件として被害届を提出することを断念したという。藤田はこのような警察の消極的な態度について、当時はオウム真理教事件が明るみになる直前だったため、日本社会にはまだカルトに対する注意力がなく、「信教の自由」にかかわる問題だったため、警察も容易に介入できなかったのだろうと考察している。
Aは自身の控訴審公判で、被害者6人の遺体には蛆が湧いていたが、ESから蛆は神の因縁であり、「因縁果たし」をしないと消えないと言われ、それを信じていたと証言している。ESは事件が露見しないよう、遺体を寝かせていた部屋に脱臭剤を大量に置いたり、信者たちに大量のたばこを吸わせたりしていたという。

### 信者への高圧的な態度
以上のように信者を集めていったESは、1994年秋ごろから、自分の祈祷師としての力に自信を深め、かつて「天子の郷」で教わった「修行をして魂を清めていけば生身の人間が神様になれる」という教えに倣い、「自分を信じてくれる人たちから神様と思われるようになりたい、他の人を自由に動かしてみたい」などと思うようになり、12月ごろには自宅でZ一家や甲一家の者たちに、「自分は修業を積んで霊が深まったため、魂も清まって神となった」などと述べ、自身を神と敬っている者たちに対し、自身を「〔ES〕様」と呼ばせ、Zらに対しても「〔ES〕様おはようございます」などと挨拶するように指示し、次第に有頂天になっていった。
一方で夫が残していった2000万円超の借金を抱え、生活費に困窮している状況は続いており、また11月ごろからはZ一家が住み込むようになったことでさらに生活費がかさむようになったことから、同月にESは乙から150万円を借りた。さらに同年12月上旬ごろにはZαに借金を頼んだが、Zαは曖昧な返事をするばかりで頼みに応じようとしなかったため、ESはZαに対し、日ごろ自分を神様として尊敬するそぶりを見せながら、自分が恥を忍んでこのような頼みをしているのに応じないことを逆恨みし、Zαは自分を神として信じていないなどと怒りを覚えるようになった。そのころ、ESはZからZαが相変わらずかつての信心先の仏壇を拝んでいることを聞かされ、それを口実にZαへの恨みを晴らそうと考え、同月中旬ごろにはZαを正座させた上で問い詰め、Zαが仏壇を拝んでいる事実を認めると「〔元信心先〕に対する狐が憑いた。自分で狐を呼んでいる」などと言って正座させた状態で責め立て、狐を出すためと称して「狐踊り」（一方の手を顔の前、もう一方の手を腰の後ろの方にそれぞれ伸ばし、左右どちらかの足を振り上げて、跳ねながら部屋の中を回る踊り）を踊らせるなどするようになった。

### ESとYの出会い、暴行の始まり
同年12月9日ごろ、ESは春子に連れて来られて自宅を訪れたYに対し、彼が礼儀正しかったことなどから格別に好感を持つようになり、「素晴らしい魂を持っている」などと述べて称賛した。そのような言葉を受けたYもEに関心を持つようになり、その後は自ら頻繁にES宅を訪れ、同月17日からはESと性的な関係を持つに至った。これ以降、ESは夫に捨てられてから癒されていなかった心の安らぎを感じるとともに、Yを「手放したくない」「自分のもとにつなぎ止めておきたい」と思うようになり、「Yは魂がきれいで、私と同じ神様であり、自分を守るために神様が寄越してくれた人である」などと述べ、彼を自身と同じ神的存在として扱い、他の者たちにもYを「〔Y〕様」と呼ばせるなど厚遇するようになった。同月22日以降、YはES宅で寝泊まりするようになる。仙台高裁 (2005) は、後にESの祈祷行為が「御用」に転じるきっかけとなったのはこのYとの出会い、そして彼と愛人関係になったことが発端であると評している。
一方で当初、信者たちの中でも教祖的な立ち位置におり、他の信者たちから「〔甲〕さま」と呼ばれていた甲はYの入信を境に立場を失い、Yが自分に代わってESの隣に座っていることに対し「私の方が先に来たのだから、私がそこに座るのが本当じゃないですか」などと不満を述べるようになる。これに対しESは腹立たしさを覚えたことに加え、働いていない甲の姿を働かずに競馬などに明け暮れていた元夫の姿と重ね合わせたこともあって彼に怒りを覚えるようになり、彼に対しても「働かないで甘えている。悪い蛇の霊が憑いているからだ」などと言いがかりをつけ、Zαと同様に正座や「狐踊り」をさせたりするようになった。Zαや甲が「狐踊り」で疲れて休むなどすると、ESは太鼓のばちで彼らの背中を突いたり、尻や足を後ろから軽く叩いたりして「狐踊り」を続けさせ、次第に暴行に発展していった。凶器に使われた太鼓のばちは2本で、いずれも長さは約40 cm、太さは約4 cmである。
一方でESは、Yとの関係を深めるにつれ、彼と当時交際していた春子をYから引き離し、彼女のYに対する思いを断ち切らせなければならないと考えるようになる。同年12月27日、ESは甲や丙に春子を自宅まで連れて来させ、春子に対し、Yは自分と同じく「神様に仕える人」だからとの理由から、彼との交際をやめるよう申し渡したが、春子はそれに納得せず拒否した。そこでESは2人を力尽くで別れさせようと考え、春子に対し「あんたには狐が憑いたからそんなことを言うんだ。浄霊する。〔Y〕様と別れなさい。きっぱりと諦めな。早く狐出ろ」などと言いながら、X・Y・Zとともに連日、多数回にわたって春子の両腕、両腿、背部などを太鼓のばちで殴打したり、その顔面や頭部を拳で殴ったり、足蹴にしたりなどの暴行を加えた。春子はESの話を信じ込んでいたため、逃げることもなく暴行を受け続けていたが、同月31日ごろに彼女の家族が彼女を迎えに来たため、彼女への暴行は終了した。しかしこの一方で、ESは春子だけにこのような行為をしていると、単に春子からYを引き離すことが目的だと周囲に悟られてしまうと考えたことや、Zαや甲に対する怒りの念などから、彼らに対しても同様の暴行を加えることを決意する。

### 「御用」と称した暴行
同月下旬ごろから、ESはZαや甲に対してもそれまでと異なり、春子に対し行ったものと同様、顔面、両腕、両腿、背部など全身を太鼓のばちや拳などで殴ったり、足蹴にしたりなどの暴行を加えるようになった。ESはそのような暴行を「御用」と呼び、被害者たちに取り憑いている狐を追い出し、思いを出させるための行為だと説明した上で継続するようになった。当初は「今何考えてるんだ。本当の思いを言ってみろ」などと尋ねながら叩いたりしていたが、やがてZαに対しては春子と同様、Yに対する好意や、彼と性的な関係を持ちたいという気持ちがあるのか尋ねながら暴行を加えるようになった。Zαがこれを「そんなことはありません」などと繰り返し否定しても、正直な思いを述べないのは彼女に狐が憑いているからであると決めつけて暴力をふるいながら「嘘をつくな。本当の思いを言ってみろ」と執拗に問い詰め、返答に窮したZαが「〔Y〕様が好きです。セックスしたいです」と述べると、神様であるYを好きだというのは狐の霊が憑いているからだとこじつけ、それを口実にさらに暴行を加えるようになった。
また甲に対しても、「今の思いを言ってみろ。私のことをどう思っているんだ」などと言い、自身への好意や自身と性行為をしたい気持ちがあるかなどを執拗に問い詰めた末、「〔ES〕様が好きです。セックスしたいです」と答えさせ、神様である自身を「好き」だというのは、蛇などの霊が憑いているからであるなどと言った口実をつけて暴行を加えた。ESは自らZαや甲に暴行を加えるのみならず、X・Y・Zに対しても同様に「御用」を行うよう指示し、彼らや乙もZαや甲への暴行を加えるようになった。このような「御用」は当初、まずESが被害者を「今何考えてるんだ。本当の思いを言ってみろ」などと問い詰めながら太鼓のばちで殴るなどの暴行を加え、しばらく続けた後に「次の人出てください」などと言って他の者に順次交代して暴行を続ける、という流れで行われていたが、次第にYらはESの意を汲み、ESから明確な指示がなくても、その場で暗黙のうちに意思を通じさせて代わる代わる暴行を加える、という形で行われるようになった。

#### 信者たちの暴行への加担
Yは当初、ESの「狐が憑いている」などの話には関心がなく、もっぱらESとの性的な関係を持つことに関心を向けていたが、ESと並んで「魂の高い神様」として扱われていた自分がESの指示に反すれば、ESに対する周囲の信頼が失墜し、ESが悲しむばかりか、彼女が自分の下を離れていくと恐れるようになった。また、このころには自分はZαや甲よりも偉くなった気分になっていたこともあって、Zαが自分と「セックスしたいです」などと言い出したことに不快感や嫌悪感も感じるようになっており、Zαに対し「何考えてんだ、いつまでもふざけたこと語ってんじゃねぇ。俺は嫌なんだ」などと言いながら、ESによる「御用」に加担するようになった。また甲がYを軽んじようとしたところ、ESが甲に「そんなに憎いならやってみろ」と仕向けたため、甲が「〔Y〕様が憎い」と言ってYを平手打ちしたことがあったが、Yはこの時に甲が自分を尊敬せず、自分に恥をかかせたとして腹を立て、ESとともに甲への「御用」を行うようになった。
またZは当初、「痛い思いをさせなければ〔Zα〕がよくならない」というESの説明に疑問を持ったことや、春子に「御用」を行ったESの真意（単に春子をYから引き離すため）に感づいていたこともあって、ESの教えに不信感を抱いていた。さらに自身の妻であるZαが「御用」の対象にされていたため、当初は「御用」に加わることを躊躇していたが、ESから「見ててもだめなんだよ」などと「御用」に参加するよう命じられたため、初めはZαの体を手加減して叩いた。しかしESから「そんな叩き方をしていてはだめだ。Zαのためにも本気で叩いてあげないとだめだ」などと言われたことや、Zαが「〔Y〕様が好きです。セックスしたいです」と言い出したことにショックと怒りを覚えたことから「ふざけんな、親父の前でそんなばかなこと言ってる奴はいねえべ」などと言いながら、ESとともに妻であるZαに暴行を加えるようになった。一方で当時はZαがかわいそうだと思うこともあり、「御用」を躊躇ったこともあったが、そのことでESに責められたりしたため、ESの指示に従わなければ自分が「御用」の対象にされるという不安や、息子がいじめられるのではないかという不安も感じるようになっていった。また甲に対しても、「御用」を続けることで甲が良くなるならばそれで良いと考えて「御用」に加担するようになる。

#### Xの暴行への加担
Xは当初、宗教に関心を抱いておらず、ESやYが「様」づけで呼ばれていることを「馬鹿げている」と感じていたが、Zの家族らと共同生活を送っているうちに、自分だけ周囲の者たちと異なる扱いをすることもできなくなり、自分でもESやYを「様」づけで呼ぶようになった。また同時期にはESとYがキスをしている姿を目撃したことから、彼らが肉体関係を有していることを確信し、そのことを不愉快に思い、不満を募らせるようになった。さらに実家にZ一家らが住み続けていることへの不快感も募っていたことや、このころには夫の下に戻る約束を反故にしてしまい（前述）、彼や義父母との関係は修復不能になったと感じたことから、悲しみと自暴自棄な思いを募らせており、それらの気持ちの鬱憤晴らしから甲への暴行に加わる。これで「もはや止められない」と思ったことに加え、周囲の者たちからは自身もESを信じているように見られたことや、自身もESから「魂が高い」とおだてられ、ESやYに次ぐ立場にいると見られていると感じたことから、自分が率先して暴力を振るえば示しがつくとも考えるようになった。
1995年1月3日ごろ、Xはそれまで自信が抱えていた不満（ESとYとの肉体関係、実家に住み続けるZ一家など）を一気に爆発させ、他の者たちの前でESとYがキスをしようとしていたことをほのめかし、さらに「〔自身の父親＝ESの夫〕が帰ってきても居場所がない」などと厳しい口調でそれまでのESの態度を非難し、挙句にはESの頬を平手打ちして取っ組み合いの大喧嘩に発展した。またYに対しても、Yが来たことで自分たちがどれほど苦労しているのかわかっているのかなどと、さらにZ・Zα夫婦や甲・乙夫婦に対しても、自宅から出ていくよう憤懣をぶちまけた。ESは、自身とYとの間にはXの疑っている関係はないと述べ、Zや乙に命じて喧嘩を止めさせたが、Xは興奮して怒鳴り散らした末、泣きながら2階に上がって寝た。Xはこの出来事がきっかけで、自身の噓偽りない気持ちをESらに理解してもらえなかったと感じた一方、ESは翌4日、「昨日のけんかは〔Zαの元信心先〕の狐がやらせたんだ。〔Zα〕さんがその狐を呼び込んでいるんだ。そして、〔X〕さんにその狐が憑いてけんかをやらせた」などと述べ、これが後の「御用」につながる。XはそのようなESの口実には呆れながらも、それまでの事情からZαは自分の意思で「御用」を受けているし、また実家にいる他の者たちも「御用」に参加しているのに、自分だけ参加せずに実家に居づらくなるのは嫌だなどとも考え、自らもESらによるZαへの「御用」に加わり、Zαに対し「〔Y〕様をそんなに思っても無駄なんだぞ」などと言いながら暴行を加えるようになった。また甲に対しても同様の理由から「御用」を行っていた。

### Zαと甲の死
1995年（平成7年）1月上旬ごろになると、このような「御用」はほぼ毎日、夕食後の21時前後から翌日の未明2時か3時ごろまで行われるようになり、また4人だけでなく乙や丙も甲への「御用」を行うようになった。場合によっては「お互い狐や蛇が憑いてんだからやり合いな」というESの指示を受け、Zαと甲が互いに殴り合うこともあれば、ESが2人を自宅から約8 km離れた宇津峰山や、約6 km離れた福島空港まで歩かせたこともあり、次第にZαはESから問い詰められなくても自ら「〔Y〕様が好きです」などと述べるようになった。一方でESを恨めしげに見るようにもなり、ESから「私が憎いかい。私の首を絞めて殺したらいいだろう」と挑発された際、本当にESの首を絞めようとしたこともあったが、ESはそのような反抗的な態度を取るZαへの怒りをますます募らせ、同月中旬ごろからは食事を1日1食程度に制限する、水をほとんど飲ませない、一日中正座を続けさせて睡眠もとらせない、トイレに行くことも我慢できる限界まで禁じるなどの虐待を加えるようになった。またESはZαの三女が歯痛を訴えたり、自身の孫であるXの子供が夜泣きしたりすると、それらの件でZαに対し「お前が念を送っているからだ」などと言いがかりをつけて暴行を加えたり、「ここで思ったんだべ。腹から出せ」などと言いながら太鼓のばちで下腹部を何度も突いたりした。また甲はこのような「御用」を受け続けた末、ES宅から何度も自宅などに逃げ帰り、その旅にXやZ、乙らに説得されてES宅に連れ戻されていたが、Eは何度も逃げる甲の態度と、自分の下から立ち去った夫とのイメージを重ね、Yらに対し「〔甲〕さんは逃げる因縁がある。逃げないように足を叩きな」などと命じ、甲の脚の太腿を集中的に叩かせたことがあった。同月中旬ころからは甲もZαと同様、食事や水分摂取などを制限されたり、一日中正座を命じられて睡眠を取ることも制限されたり、成人用おむつをあてがわれ、トイレに行くことも禁じられたりなどの仕打ちを受けるようになった。
このころからはZαや甲に対する「御用」はさらに激しさを増し、日中から「御用」を初めて夕食などの時間に一時中断した後、21時前後から翌日未明の2時過ぎまで、連日にわたって「御用」が行われるようになった。Zαは次第に顔や手を腫れ上がらせ、白目が黄色くなり、殴られるとそのまま倒れ込んで自分では起き上がれなくなり、意識がもうろうとし、ほとんど声も出せないほどに衰弱していった。また甲も次第にやっせ細り、手が赤紫色に腫れ上がり、殴られるとそのまま倒れ込んで自分では起き上がれず、苦しそうに唸りながら横たわり、たまに食事を出されても箸をつけることもできないほどに衰弱していった。そのような状況になってもESらは「御用」をそれまで通り続け、ZがZαに手加減していると見るや「情けをかけるな。今までやってきたことが無駄になる」と叱責するなどして、信者たちにも「御用」を続けるよう指示し続けた。XやYはそれぞれ、Zαや甲に手加減することなく「御用」を続け、またZも甲に対しては手加減なく暴行を加え続けたほか、Zαに対しても当初は手加減していたが、ESから反感を買えば自分や息子が「御用」の対象になると恐れたことや、衰弱してもなおYのことが好きだと言い続けるZαに対し、許しがたいという怒りの気持ちを抱いたことなどから、同様に「御用」を加え続けた。
このような2人への「御用」は1995年1月24日まで断続的に加えられ続け、同日21時ごろに始まった「御用」が終了した翌25日3時ごろ、ZαはESの許可を得てトイレに行こうとしたが、這って部屋を出ようとしたところで倒れ、そのまま死亡した。また同日17時ごろ、甲も呻き声を出したまま動かなくなり、そのまま死亡した。2人の死に対し、ESはZαの胸に手を置いた際はまだ生暖かかったことから、その場を取り繕うため「あったかいから大丈夫だ」などと言って手かざしを行い、またZαが死亡したとなれば自分の話が全て嘘であるとわかってしまうことを恐れたことから、咄嗟に「（Zαについて）神様がやっていることだ。心配するな。神様が魂を引き上げて清めている。魂が浄化されて戻ってくれば再び起きあがる」「（甲について）〔Zα〕さんと同じ魂だから、同じ日に寝せられた。同じ日に魂を清めてもらうために魂が引き上げられた」などといった作り話を述べ、他の者たちを納得させようとした上で、2人の遺体を自宅の1階西側にある8畳居間に敷いた布団に横たえて放置した。しかしES自身も「天子の郷」や「神慈秀明会」などでそのような死者蘇生の話を聞いたことはなく、そのようなことがあるはずもないということは認識していた。

#### 信者たちの反応
一方でYやZはZαが倒れた際、彼女の様子が気になったため、彼女が寝かせられていたすぐ横に行って様子を窺い、特にZはその胸に自身の手を当てて心臓の鼓動があるかを窺ったが、彼女は微動だにせず、息をしている様子も心臓の鼓動もなかったため、彼女が死んでしまったのではないかと思った。そのようなYに対し、ESは「〔Zα〕や〔甲〕さんの魂が上に昇って行ってるんだよ。それで浄化されて魂が戻ってくるんだよ。そしたら起きあがる」などと説明したが、YはESの話を信じられず、Zαを死なせたといえないがためにESがその場で考え付いた話だろうと思った。しかし、結局はESの話が真実であればいいという願望や、ESと「一緒にいたい」「嫌われたくない」という気持ち、またESに同調しなければ彼女が悲しむといった考えから、自身も「大丈夫でしょう」などと述べてZαの遺体に手かざしをするなどした。
また甲が死亡した際、甲はZαの遺体の足元あたりで顔をしかめて仰向けの状態で横たわっており、その様子を尋常ではないと感じたZが甲に呼びかけをしてみても、甲は返事をせず、その体も硬直した状態となってまったく身動きをしていなかった。このため、Yは甲が死亡しているのではないかと確信した一方、ESの言葉を信じようという気持ちも残っていたが、翌日からの自衛隊での勤務を終え、同月28日にES宅に戻ってきた時点ではZαも甲も動いていなかったため、2人の死を確信する。しかし警察へ出頭すれば逮捕され、重い刑に処されると考え、ESとこのまま一緒に暮らすためには彼女の指示に従っていこうと決意し、平静を装った。
またZもZαの様子を見て気が動転した一方、「大変なことをしてしまった」「何とか〔Zα〕に起きてきてほしい」と願う気持ちから、甲に対しても含め、ESの「寝ているだけだ」「再び起きあがる」という言葉にすがりたい、信じたいとの思いも捨てきれずにいた。しかしその後、Zは2人の遺体が置かれた居間に毎日行って彼らの様子を見てみても、彼らが3日程度経っても全く起きあがる様子を見せなかったことから、2人は死亡したものだと思い、やがて彼らの体が変色してきたため、彼らの死を確信するに至った。だが、自身も他の者たちとともに暴行を加えたことから「警察に出頭することはできない」と思ったことや、ESの話が嘘であると言い出せば、今度は自身や長男が「御用」の対象になると恐れたことなどから、ESの指示通りに行動しようと決めた。
Yも同様にZαや甲が倒れた際、彼らの死亡を疑っており、また元からESが神であり不思議な力を持っているという話も信じていなかったため、ESの「神様がやったことで、眠っているだけだから大丈夫」という話もその場を取り繕うためのものだろうと思ったが、自身も暴行を加えて彼らを死亡させた一員であり、今更抜け出せないと考えたことや、暴行を加えたのは「自分だけでなく、皆が悪いのだ」と思ったこと、そして夫の実家に帰ることは既に絶望的になっており、自らは無職であるため、息子を連れてどこかへ行くこともできない状況にあったため、ESから「魂が高い」と言われてほかの者たちとは異なった扱いを受けていた自分があえてほかの者たちの行動に異議を唱えれば、自分の立場が悪くなり、居場所がなくなると考えたことから、平静を装った。

### 丙への「御用」
以上のような経緯から2人を死亡させながら、ESは彼らについて「いずれ起きあがる」などと言って取り繕ったものの、大変なことになってしまい、今後どのようにしていけばよいのかわからなかったことから苛立ち、現実に目を背けたい気持ちを抱いた。一方で当時、甲・乙夫婦の長女である丙は友人である春子や父親である甲への暴行にも参加するなど、ESの教えを信じ切っていたが、前々から「〔Y〕とドライブに行きたい」などと述べており、ESはZαが「〔Y〕を好きだ」などと述べたことを口実に彼女への「御用」を行った手前、丙にも「御用」を行わないと示しがつかないと考えた。また「悪い霊が憑いている」などの口実から「御用」を行うことは、他の者たちに対し、自身には特別な力があり、その地位が別格であることを示せる格好の機会であり、Yが特別な力のある自身をますます好きになれば、Yを自身の下につなぎとめられると思ったことや、Zαに対する「御用」の時と同様、Yが「〔Y〕様が好きです」などと述べる女性に対して暴力をふるうのを見ることが、自身に対する愛情の裏返しに思えて嬉しい気持ちもあった。このころ、ESはZαと甲の前例から、「御用」を行い続ければ、対象となった者が死亡すると理解していたが、「御用」によって丙が死亡しても構わないと考えたことや、自身の教えを信じ切っていた丙ならば「御用」を受けても警察や学校に訴え出ることはないだろうという考えから、丙にも「御用」を行うことを決めた。
同年1月28日ごろ、ESは丙を正座させ、彼女が当時髪にパーマをかけて高校に通学したことで教諭から注意を受けたことを口実に、「先生にばれたようだけど、おどおどしていたからよ。神様を信じないで別のこと考えるからおどおどして先生にばれるのよ。何考えてるの。〔Y〕様のこと思ってるんじゃないの」などと言いがかりをつけて責め立てた。それに対し、丙は「〔Y〕様と初めて会ったときから素敵だと思っていました。〔Y〕様のことが好きです」などと答え、ESは「Yを好きだ」と言われたことや、Yを神様と敬うよう教えていたにもかかわらず丙がこのような答えをしたことに腹を立て、「〔Y〕様を神様として見ていないんじゃない。男として見ては駄目だ」などと言いながら、丙にもZαや甲に対するものと同様の暴行を加え始めた。
この様子を見て、Yはその態様がZαや甲に対するものと同様だったことから、ESは丙が死亡するまで「御用」を行おうとしているのだと悟った一方、Zは当初「どうして〔丙〕にまで『御用』をしなければいけないのか」などと疑問を抱いており、またXも丙を「御用」の対象としたESの気持ちを理解できずにいた。しかしYは既にESに従っていこうと決意していたため、丙が「御用」の末に死亡しても構わないと考えてESに同調し、丙に対し「いつまでもそだごと語ってんでねえ。お前なんか嫌いだ」などと言いながら同様の暴行を加え始めた。またZは自身の姪である丙に対する「御用」を続ければ、いずれ丙は死亡することになると思ったが、彼もまたESの指示通りに行動しようと決意していたため、丙には悪いと思いながらも彼女が死亡しても構わないと考え、「いつまでそんなこと思ってんだ。早く目を覚ませ」などと言いながら「御用」に加担した。Xは当初こそ、ESは今度は死亡するまでは「御用」を行わないだろうという気持ちを抱いていたが、一方で同じように「御用」を始めた以上、死亡するまで続けるのかもしれないと思い、ESが殺意を有しているのかを計りかねていた。しかし彼女も前述のような信条に加え、「御用」を続けているうちに次第に暴行への抵抗感がなくなっていたことから、ESに同調し、丙が死亡しても構わないと考えた上で「おめぇもいつまでふざけてんだ。いい加減にしろ」などと言いながら、同様に「御用」に加担した。この「御用」には彼ら4人だけでなく、丙の母親である乙らも加わっていた。

### 丙の死
ESは丙に対し、「あんたはここで御用を手伝えばいいんだから、学校には行かなくてもいい」と述べて学校を欠席させていたが、同年2月2日から6日までは期末試験があったため、丙がこれを受験しないと学校側が不審に思い、騒ぎになると考えたため、この期間のみ丙に試験を受けさせ、その間の「御用」は短時間にとどめた。しかし試験期間終了後は再び「御用」が激しさを増し、ESが丙に対し「逃げたいなら逃げてみろ」などと言った上で、丙が玄関まで行こうとしたところを連れ戻し、逃げようとっしたという理由から足を殴ったり蹴りつけたり、また丙が持っていたヨットパーカーやズボンがYのものと似ていると言いがかりをつけて切り裂いたり、丙が「〔Y〕様が好きです」と答えたことを捉え、太鼓のばちで彼女の陰部の辺りをズボンの上からつつきながら「ここで考えてっからだめなんだ」と言ったりした。また同月中旬ごろには、「そんなにやりたいなら2人でやってみろ」と言って丙とその妹（甲・乙夫婦の次女もしくは三女）を下着姿にして抱き合わせ、彼女たちに恥ずかしい思いをさせるという虐待も加えられた。深笛義也 (2013) はこの虐待行為について、2人にレズビアンを演じさせたものであると評している。またこの間、ESは丙に「気持ちを切り替えてこい。〔Zα〕と〔Y〕を見てこい」などと言い、2人の遺体が横たわる部屋に行かせ、彼らの様子を見させたこともあった。
同年2月14日ごろ以降、ESは丙を一日中正座させ、睡眠を取ることを制限するようになり、食事や水は2日間与えず、1日だけ与えるなどして制限し、トイレに行くことも制限するようになった。一方でこのころからESはYとともに「御用」の途中でモーテルへ出掛けるようになり、その際には「御用」はほどなく終了したが、その際もESが許可していないことから丙は寝ることを許されず、正座されられたままだった。このような「御用」の結果、丙は次第に衰弱し、顔や両手が赤紫色に腫れ上がり、蹴られると「痛い」とも言わずにそのまま転がり、与えられた食事もほとんど食べられないほどに衰弱していったが、ESらは丙が死亡することもかまわないと考えていたため、手加減することなく「御用」を続けた。そして同月18日昼ごろ、丙はモーテルから帰宅してきたESとYから「御用」を受け、それが終わった後にESから寝ることを許可され、別室で寝たが、同日17時ごろには呼びかけに反応しなくなり、そのまま死亡した。ESは丙の死に内心動揺したが、その動揺を鎮めようと自身以上に動揺していた乙に対し、「主神様がなさっていることだから心配することない」などと言い、Zに命じてZαやYの遺体が横たわっている居間に彼らと同様、丙の遺体を布団に横たえて放置した上で、現実から目を背け、遠ざかろうとYとともに再びモーテルへ出掛けた。

### 乙への「御用」
このような形で「御用」によって現実から目を背けるとともに、自身の地位が別格であることを示してYの愛情を確認する形となったESは、丙の死後も「御用」を続けようと考え、新たに丙の母親であり、甲の妻である乙を新たな標的とした。当時、乙はESの「片腕的存在」として日常家事などを任せられ、頼りにされていたが、ESは乙が昼寝をしていて自身とYが帰宅した際に出迎えなかったことを機に、乙の言動に不快感を感じ、彼女の態度が「神様」である自身の地位や立場を無視したり、蔑ろにしたりするものだと思い込むようになる。その理由は、乙がZらに掃除をするよう指図するなどしていたことを差し出がましく感じたことや、乙が自分たち家族には借金がないと話していたことを、多額の負債を抱えて困っていた自分たちへの当てつけであると感じたこと、そして乙がYの目を意識して化粧を直したりしていることである。同年2月、ESは乙から新たに300万円を借金していた。一方で「御用」を行い続けた結果、乙が死亡しても構わないと思い、そして乙ならば娘である丙に対する「御用」にも加わるなど、自身の教えを信じ切っており、仮に「御用」を受けても警察などに訴え出ることはないだろうとも思ったため、乙への「御用」が行われるようになった。
同年2月末ごろ、ESは乙に対し、自身が帰宅した際に出迎えなかったことを挙げ「〔乙〕さん、私が帰っても分かんなかったのかい。車の音聞こえなかったのかい。出迎えもしないでどうしたの。私のことちっとも気を遣ってないじゃない。私の上に立つ気でいるんじゃない。一体何考えてるの。本当のことを言いなさい。〔Y〕様への思いがあるんじゃないの」などと言いがかりをつけ、太鼓のばちで叩くなどして責め立てた。そして乙に「〔Y〕様とセックスしたいと思いました」などと言わせた上で「執着の霊が憑いている。早く思いを出せ」などと言い、それまでと同様の暴行を加え始めた。
Zはこの乙への「御用」の態様がそれまでと全く同じだったことから、乙に「御用」を続ければいずれ彼女は死亡することになると認識し、またXやYもESは乙が死亡するまで「御用」を行おうとしていると認識した。しかしZはそれまでと同様の理由に加え、乙がそれまでは何もやらず自分たちに命令口調で指図していたことや、乙がZαに対し容赦なく暴行を加えていたことから乙に不快感を抱いていたこと、そしてESから重用されていた乙も「御用」の対象となったことから、いつ自分もその対象になるか分からないと思い、それまでに増してESの機嫌を損ねないようにしようと考えたため、ESに同調して「自分〔乙〕だって〔Y〕様のことを思ってたんでねえか。ふざけてんじゃねえぞ」などと言いながら「御用」に加担した。またXもそれまでと同じ理由に加え、Zと同様にESから重用されていた乙も「御用」の対象となったことから、娘である自分も下手なことをすればその対象になりかねないと考えたことなどから、乙への「御用」に加担した。なお、YもESの姿を見て、同様に乙への「御用」を行うようになったが、彼は同年3月3日ごろから19日ごろまでの間、自衛隊で外出禁止処分を受けてES宅に来れなくなったため、この間に行われた乙への「御用」には参加していない。

### 乙の死
乙に対する「御用」は連日21時過ぎから始まっていた。「御用」は同年3月上旬ごろ、ESとYがモーテルに泊まり込むんどいたために中断したこともあったが、前述のようにYが自衛隊で外出禁止処分を受けると、ESはそのことで乙に「〔Y〕様が外出禁止になったのはあんたのせいだ」などと言いがかりをつけ、激しい「御用」を加えるようになった。また、このYの外出禁止処分がきっかけで、ESとYがモーテルへ出掛けることはなくなったため、「御用」を早めに切り上げる必要もなくなったことから、それ以降は深夜3時近くまで「御用」が続くようになった。ESはそれまでと同じ内容の暴行だけでなく、スリッパやプラスチック製のお盆などで乙を殴ったり、口に含んだ水を霧吹きのように乙に吹きかけたり、乙の着ていた服が自分の服と似ていることを理由にはさみで切り刻んだり、ご飯を茶碗に山盛り3杯一度に食べさせたりなどした。またESは乙の三女に対し、「〔三女〕ちゃん、あんたの前世のお坊さんの霊が、〔乙〕さんの魂の霊に苦しめられ殺されたんだよ。今、三千人ものお坊さんの霊が並んで出ているから、三千回ばちで叩きなさい」などと言い、自らその回数を数えながら太鼓のばちで乙を約3000回殴らせたこともあった。
このような暴行の上に乙は次第に衰弱し、同月中旬ごろには顔が赤紫色に腫れ上がり、手は赤黒くなり、意識は朦朧とし、殴られてもほとんど反応しなくなり、倒れても自分で起き上がれなくなっていたが、そのような状態になってもなおES・X・Zの3人は乙への暴行を続けた。そして同月16日ごろから乙は苦しそうに足をばたつかせ、唸り声を出すようになり、翌17日6時ごろまでに横たわったまま死亡した。ESは乙を憎らしいと思っていたため、彼女が死亡するとZに「〔乙〕さんは今まで皆の上に立っていたんだから、下座させなさい。〔Zα〕さんたちの足下に寝かせなさい」などと命じ、その死体を居間に敷いた布団に横たえ、Zαらの足下に放置させた。また乙の死後、ESは3回にわたって乙の預金口座から現金合計365万円を勝手に引き出し、自らの生活費や借金の返済に費消した。

### 戌への「御用」
1995年4月、Yは自衛隊を除隊して鏡石町にアパートを借り、そのアパートでESと性的な関係を持ったり、2人だけの時間を楽しんだりして過ごすことが多くなった。このため、ESも自宅を空けてYのアパートや丁・A夫婦宅にいることが多くなった。一方でこのころ、ESは丁・A夫婦や、丁からの紹介を受けて自宅を訪れてきた戌とそれぞれ知り合ったが、ESは戌に対し、自分のことを信じているとは感じたものの、一方で彼女が若くて顔立ちやスタイルも良いと感じたことや、彼女から男性関係を聞き出したところ、「男性にもてる」などと自慢するように話したことなどを聞くにつれ、彼女のことを生意気だと感じるようになっていった。そして同時に、彼女の姿を自身から夫を奪い去っていった相手の女性と被らせ、反感を抱くようにもなっていった。また、当時はZα・甲・乙・丙の計4人の遺体を自宅に放置していたことや、多額の借金返済のことで絶望的な気持ちになっていたこと、そして心の支えになっていたYを奪われることへの恐怖感から、戌をYに近づけたくないとも思い、彼女を懲らしめ、いじめて苦しめてやろうとも思い、「御用」を行うことを決めた。
同月下旬ごろから、ESは丁宅で戌に対し「〔Y〕様のことをどう思っているか」などと詰問し、戌から「〔Y〕様のことが好きです。〔Y〕様とエッチしたい」などという返答を引き出すと、「あなたには男に対する執着の蛇が憑いている」などと言いがかりをつけ、竹製の孫の手で彼女の両腕・両腿・背中などを殴打するなどの暴行を加えた。またYも戌に対し、殴る蹴るなどの暴行を加えた。加えてESは丁とAにも「御用」に加わるよう指示し、彼らも戌に同様の暴行を加えた。しかし同年5月5日ごろ、戌の勤務先の上司らが丁宅を訪ねてくることをあらかじめ知らされたため、ESはその場に来ていた丁の姉に対し、「私たちのやっていることは宗教ではない。悩みごとの相談に来ていることにするんだよ」などと言って口止めした上で、戌に対しては「〔戌〕さんに憑いていた霊も取れた。〔戌〕さんは許された」などと言って「御用」を終了し、戌は迎えに来た自身の父親や勤務先の上司らに引き取られて帰って行った。
このような戌に対する「御用」を行っている一方で、ESは自宅にいた甲・乙夫婦の次女がYに関心を抱いている旨をXから聞いたため、彼女への「御用」を行うようZとXに指示したが、彼女は同月7日ごろ、自宅から逃げ出したため、慌てたESはYとともに自宅に帰り、彼女を探し出すため、丁・A夫婦も自宅に呼び寄せた。その後、ほどなくして甲・乙夫婦の次女は見つかったが、この出来事をきっかけに丁・A夫婦もES宅に住み込むようになった。一方でこのころにはES宅には死亡した4人の遺体が腐敗したことによる悪臭が漂い、1階茶の間や廊下には蛆虫が這い回るようにもなっていたが、ESは信者たちに対し「魂が浄化されているときに出る臭いだ。いざなみのみことの陰部が焼かれて、そこから腐って、そこからの蛆だ」などと言ってごまかしていた。
一方で同月8日ごろ、丁・A夫婦の息子がES宅で喘息の症状を起こした。ESは夫婦らに対し、自宅に来ていれば病気は治るなどと話したことがあったため、その自宅で彼らの息子が喘息を起こしたことについてもっともらしく思わせる理由を考え出そうと思い、「戌」の家から霊が来ているためだという話をして戌宅に電話をかけ、電話に出た彼女に対し、「〔丁夫婦の息子〕君の具合が良くない。〔戌〕さんの家から霊的なものが来ているのでそうなっているんだ。お母さんの遺品の中にお守りみたいなのないか。たぶんそれが原因だから、あれば持ってきてくれ。」などといい、戌が実家から自宅に持って来た彼女の母親の遺品を燃やすなどした。戌は当時、ESの教えを信じ込み、先に丁宅で「あなたには男に対する執着の蛇が憑いている。〔Y〕様のことが好きなんでしょう」などと言われたことを真に受けていたため、翌日からは自らES宅を訪れ、「自分の指先が蛇に見える。〔ES〕様の骸骨を持っている姿を見たんです。〔Y〕様のことを忘れることができないのです」などというようになった。ESはその話を聞き、戌が勝手に思い込みをしていると思ってはいたが、他方で彼女が本当にYのことを好きになり、自分を憎んでいるのかとも邪推したため、戌のことを絶対に許せないとも思うようになった。同月11日ごろ、戌はES宅に自ら電話をかけ、同日からはES宅に泊まり込むようになったが、ESは「御用」を行い続けた末に戌が死亡しても構わないと考えた上で、翌12日ごろから「今何思ってるの。〔Y〕様のことを思ってるんでしょう。そのように思うのは蛇の霊が憑いているからだ」などと言いがかりをつけ、以前と同様の暴行を加えた。これ以降、連日にわたって昼間数時間と夕食後の21時ごろから翌日未明3時ごろまで「御用」が行われるようになり、ESは戌を深夜に宇津峰山まで登らせたり、トイレに行くことを制限したり、上半身を裸にした上でその姿を見てあざ笑ったり、たばこの火を手の甲に押し付けてやけどを負わせたりしたが、戌は「〔Y〕さまがっ好きです」などと言い続け、また「〔ES〕様の血を吸って〔ES〕様のようになりたい。〔ES〕様を殺したい」などと言い、憎しみを込めてESを見返してきたりするようになった。そのためESは戌の態度に激高し、「こんな女死んでしまった方がいい」という思いをさらに強め、同月21日ごろからは一日中正座させるなどしていた。
YはESが以前丁宅で戌への「御用」を行った際には、それまでと違って自宅ではなかったことや、その場に居合わせた者たちの中にもそれ以前の「御用」の時にいなかった丁・A夫婦がいたことなどから、当初はESが戌を死亡させるまで「御用」を行おうとしているのか計りかねていたが、ES宅で「御用」が開始されたのを見るや、その態様がそれまでに死亡した4人に対するそれと全く同じだったことから、ESの戌に対する未必の殺意の存在を理解した。その上で、それまでに4人を死亡させたことで「御用」が悪いことだという感覚が麻痺していたことや、自分だけが悪いのではないと思ったことなどから「御用」に加担し、戌に対し「おめえのことなんか好きじゃねえ」と言いながら暴行を加えた。またZやXも、それぞれESの殺意を理解した上で、Zは自身が「御用」の対象になりかけたことがあり、ESの機嫌を損ねないように行動しようと決めていたことなどから、またXも自分が戌に対し「思っていること言った方がいいよ」などといったところ「やれるもんならやってみろ」などと挑発的な言葉を言い返され、自分を馬鹿にされたという腹立たしさを感じたことから、それぞれ暴行に加担した。

### 丁への「御用」
このようにESらが戌への「御用」を行っていた一方、丁はESが依頼した「神の踊り」を考案しようとはしなかったため、ESは期待を裏切られたと感じた。また丁は「魂が高い」などと言われているうちに、次第にその気になり、戌への「御用」のうちに自ら「わしは主神の長じゃ」などといい、自分が「神」として「御用」を仕切るような言動を見せたり、いつもYが座っていたESの隣の席に自らがESに寄り添うように座ったり、カラオケ店に行った際、自らESとデュエットをしたりしていた。このような理由から、ESは丁への怒りを次第に強めていったが、当時は丁に対し、なお「神の踊り」を考案してほしいという気持ちもあったため、そのような怒りを抑えていた。
しかしその後も丁は一向に「神の踊り」を考案しようとしなかったため、同月15日ごろには彼への怒りを抑えきれなくなり、丁が「御用」の末に死亡しても構わないと考えた上で、彼を「御用」で思い知らせてやろうと決意した。ESは丁に対し「〔丁〕さん、あんた〔A〕さんとセックスするとき、他の女の人のことを想像してたでしょう。私のことを想像してたでしょう」などと問い詰めた末、丁からセックスの際に自身のことを想像していたという旨の返答を得ると、「あんたはすぐ思い上がって天狗になる。それは天狗の霊が憑いているからだ。何が主神の長だ」などと言いがかりをつけ、丁への「御用」を開始した。これ以降、Aらも加わって連日、昼間数時間と夕食後の21時ごろから翌日未明4時ごろにわたり、戌に対する「御用」と交互に丁への「御用」が行われるようになった。ESは丁に対し、火の付いたたばこを左手の候に押し付けたり、また当時同様に「御用」を受けていた戌に丁を太鼓のばちで殴らせたりといった暴行を加え、同月21日ごろからは一日中正座させるなどしていた。
一方で丁はESから問い詰められて「〔ES〕様が好きです。セックスしたいです」などと言い、その言葉に対しESが「そんなに見たいなら見せてやる」などと言い、「御用」の途中でスカートを脱いで下着姿になり、丁の桃の上にまたがる姿勢を取って挑発するといった一幕もあった。その様子を見ていたYは、ESと「セックスしたい」と言い出した丁への怒りに加え、これ以前から丁が自分に対する対抗意識を抱いていると感じられて不愉快だったことから、「ふざけてんな、この野郎」「俺の女房になにするんだ」などと怒鳴りながら「御用」に加担した。またZは丁から見下すような態度を取られていると思っていたことから、丁が「御用」の対象になることを特にかわいそうだとも思わなかったため、またXも当時、息子の夜泣きが泣き止まないことや夫との離婚問題が決着しないことなどへのストレスをぶつけたい気持ちがあったことなどから、それぞれ「御用」に加担した。

### 丁の死
このような「御用」の末、丁は衰弱していき、同月20日過ぎごろには少し触るだけで痛さで倒れ込むほどに全身が腫れ上がり、けられるとすぐ倒れてしまうようになり、ほどなく意識が朦朧とし始め、普通に座っていることもできず、食事も全く食べることができないほどの状態に陥った。しかしESらはそれまでと変わらず「御用」を続け、丁は同月25日6時ごろ、Aに太鼓のばちで殴られるなどしていたところで仰向けに倒れ、そのまま死亡した。
その後、丁の様子がおかしいことに気づいたAはESに対し、警察を呼ぶので電話を貸してほしいと求めた。ESが様子を見たところ、丁は息をしておらず、呼び掛けにも応じなかったため、彼女は丁が死亡していることを把握したが、警察に通報されればこれまでのことが発覚すると恐れ「神様のところにきて警察を呼んで下さいと言ったのはあなたが初めてだ」と𠮟りつけ、「これは死んでいないのよ。あなたの気持ち次第ですぐにでも起き上がるから心配しなくて大丈夫だ」などといい、その場を収めた。一方でAが警察に通報しないよう、彼女にそれまでに死亡した4人の遺体を見せて脅そうと考え、彼女とXに命じて居間まで丁の遺体を運ばせた上で、既にその部屋に放置されていた4人の遺体を見せた。

### 戌の死
一方で丁に対する「御用」が行われていた間、戌に対する「御用」は時間や回数こそ減ってはいたものの、継続して行われていた。丁が死亡した同月25日ごろの時点で、戌は「御用」を受け続けた結果、両手や両腿などが赤紫色に腫れ上がり、前かがみの状態でゆっくりとしか歩けないような状態になっていた。その後、Aに対する「御用」が新たに開始されたことから、ESは戌に「許されたんだよ」といい、それからは戌への「御用」は一時的に中断された。しかし同年6月、戌が大相撲力士の結婚式を報じるテレビも見ながら「私、〔Y〕様と結婚したい」などと言い出したため、ESはこれに腹を立て、「御用」を受けていないのにそのようなことを言い出すのは、本当に戌がYに好意を寄せているためであり、戌は自分からYを奪い取るのではないかと疑い、彼女への憎しみを一層深めていった。
同月4日ごろ、ESは戌が昼食の際に醤油をこたつの上にこぼしたことをきっかけに彼女への積もり積もった怒りや憎しみを爆発させ、彼女を正座させた上で、「醤油をこぼしたのは〔Y〕様のことを考えているからだ。〔Y〕様に対する思いが出てきた。それは蛇の霊が憑いているからだ」などと言いがかりをつけた上で「御用」を再開した。その後は彼女に対し、一日中正座しているよう命じたほか、当時並行して「御用」を受けていたAと「互いに念を送りあっているからおかしくなるんだ」という理由から、彼女とAを互いに殴り合わせたりした。またYとZが外出している際、戌を裸にして屈辱を与えたこともあった。
戌は横になることも許されず、トイレに行くことも制限されたことで次第に衰弱し、顔や白目が黄色くなり、手足が黒く腫れ上がり、正座できずにすぐに倒れこむような状態になっていた。そして同月6日20時ごろ、戌はESやXらから暴行を受けていた途中で横に倒れこみ、同月21時過ぎにそのまま死亡した。Zは彼女の遺体をそれまでと同様、居間に敷いた布団に横たえて放置した。

### Aに対する「御用」
一方で丁が死亡した同年5月25日、ESはAが警察に事件を通報することを防ぐため、彼女が死亡しても構わないと考えた上で「御用」を行うことを決意し、「あんたも〔丁〕と同じようにセックスするときにほかの人のことを考えているのか。〔Y〕様をどう思っているんだ」などと問い詰めた。Aは当初、その問いかけを否定したり黙り込んだりしていたが、ESは彼女をさらに執拗に詰問して太鼓のばちなどで殴り続け、無理やりYが好きであるという旨を吐かせ、それ以降はXらも加わった「御用」を行うようになった。Yも犯行の発覚を恐れ、Aに生きていられては困ると考えたことからESに同調し、XやZもそれまでと同様の理由から「御用」に加担した。なお、このAへの「御用」は当初、戌への「御用」と並行して行われており、後に死亡する戌もAへの「御用」に加わっていた。
Aへの「御用」は連日、22時ごろから翌日未明3時過ぎごろまで行われており、特に戌が死亡した6月6日ごろからは一層激しさを増していった。ESはAに食事を1食ご飯1杯程度で1日に1、2食しか与えず、水もほとんど飲ませず、一日中正座を命じて睡眠を取ることを制限したり、ハエ叩きやベルトで殴ったり、たばこを同時に多数本吸わせたり、たばこの火を手の甲などに押し付けたり、自身の指をAの口の中に入れて嘔吐させたり、100円ライターをAの顔に向かって投げつけたり、裸にして立たせて屈辱を与えたり、暴行を受けて腫れた左腕を揉んだり、包丁の刃をA自身の太腿に向けた形で包丁を持たせ、居眠りをしたりすると包丁が突き刺さるような姿勢にさせたり、「あんたはここでばかり考えるから駄目なんだ」と言って太鼓のばちでズボンの上から陰部のあたりを突いたり、「女の人の部分を塞いでやる」と言いながら服の上からAの胸からへそ、陰部、尻の部分にガムテープを張り付けたりなど、様々な暴行や嫌がらせを執拗に加え続けた。
このような「御用」を受け続けた結果、Aは次第に衰弱し、両腕や両腿、背中が腫れ上がって変色し、顔や白目が黄色くなり、左腕も曲がらなくなり、食事をしたり話をしたりする力もなく、殴られるとそのまま倒れこむような状態にまでなった。やがてAの体から腐ったような臭いが出てきたが、ESはこの臭いを「魂が浄化されている臭いだ」と言ってごまかし、Xらとともに手加減することなく、同月18日ごろまで「御用」を続けた。同月18日、AはES宅を訪ねてきた親族によって救出され、一命を取り留めたが、入院加療約2か月間の傷害を負った。公判では、Aは親族らによって救出された時点では既に瀕死状態であったことや、Aの親族らがAを病院に入院させようとした際、ESから「体の毒が出ていけば治るから大丈夫」と診察を拒否されたことが明かされている。Aは救出されてからもしばらくはES宅にいた時と同じ精神状態で、丁の遺体がES宅にあることを話す気にはなれなかったが、同月下旬になって初めてES宅に丁の遺体があることを話した。一方でESはAの親族に対し、丁は出稼ぎに出ていると説明していた。

## 捜査
ES・X・Y・Zの犯人4人はまず、Aへの傷害容疑で逮捕され、後に5人への殺人容疑、1人への傷害致死容疑でも再逮捕された。4人は最終的に、Zαと甲の2人に対する傷害致死罪、丙・丁・戌の3人に対する殺人罪、Aに対する殺人未遂罪で起訴され、またES・X・Yの3人は乙に対する殺人罪でも起訴された。

### 事件発覚
同年7月1日、丁の父親は息子が6月から行方不明になっているとして、福島県警察の所轄警察署である須賀川警察署に丁の捜索願を出した。これを受けて同署が丁の妻であるAから事情聴取したところ、彼ら夫婦は5月上旬から6月中旬ごろまでES宅で暮らしていたこと、またAは複数人から暴行を受けて負傷し、市内の病院に入院していることが判明した。さらに捜査を進めたところ、同年初めごろからES宅に出入りしていた信者が10人以上、次々と行方不明になっていることが発覚したため、捜査幹部らは家宅捜索前日の4日時点で最悪の事態を想定し、県警本部で待機していた。後年の報道によれば、Aは死亡した被害者6人の名前を挙げ、ES宅の中で「黒くなって寝ている人たちがいる」と語ったといい、その6人全員の所在が不明だったことが事件発覚のきっかけになったという。
以上の経緯から4日、須賀川署は県警捜査一課の応援を受けてES宅に急行したが、この時はESが留守だったため、Aに対する傷害容疑で家宅捜索令状を取った。藤田庄市は傷害容疑での立件となった理由について、当時のAには他の被害者たちが死亡しているという認識がなかったためであると指摘している。同署が5日朝から改めてES宅を捜索したところ、男性2人（甲・丁）と女性4人（Zα・乙・丙・戌）、計6人のミイラ化した腐乱死体が発見された。遺体はいずれも1階の8畳居間に敷かれた6組の布団に仰向けに寝かされ、掛布団から頭だけが出た状態だった。同日、県警は須賀川署に「須賀川市内の祈祷師宅における多数殺人容疑事件捜査本部」を設置し、県警刑事部長の下田國衛が同本部長を務めた。また捜査本部はESら4人をAに対する傷害容疑で逮捕し、ESとZを須賀川署、XとYを白河警察署にそれぞれ留置した。ESは捜査員らが家宅捜索に入った当時、死亡した被害者らの遺体を指さして「あの人たちは眠っているのです」と答えていた。捜査本部は6人の遺体を収容後、福島県立医科大学で司法解剖し、6日には戌を除く5人の身元が特定された。残る戌は遺体の損傷が激しく、また生前に通院していた歯科医も特定できなかったため、歯形など身体的特徴の照合も困難な状態になっていたことから身元特定が難航したが、10日に歯形などから身元が断定された。
後にESら4人は被害者について「眠っている」としていた当初の供述から一転、被害者らが死亡していることは知っていたと供述するようになり、さらに「太鼓ばちで叩けば死ぬと分かっていた」と殺意を認める供述もするようになった。また、丙以降の被害者については遺体を隠す意図があったことも自供したため、捜査本部はこれらの供述は殺意の立証に有力な供述になるとして捜査を進めた。同月26日、4人はZαに対する殺人容疑で捜査本部に再逮捕された。同日、事件が殺人事件であると断定されたことから、捜査本部は「須賀川市内の祈禱師宅における多数殺人事件捜査本部」に名称を変更した。なお捜査段階では当初、福島地方検察庁郡山支部へ送検されていたが、福島地検は捜査体制を強化するため、同日までに事件を郡山支部から本庁へ移送することを決め、捜査本部も同月28日、ESら4人をZαへの殺人容疑で福島地検本庁に送検した。このため刑事裁判の第一審公判も福島地裁郡山支部ではなく、福島地裁本庁で開かれた。なお当初の逮捕容疑であるAへの傷害容疑について、福島地検郡山支部はこの時点では処分保留とした上で、一連の殺人行為の延長線上に起きたものであるとして、殺人未遂罪で起訴するため捜査を行った。
事件は「県警史上初めての大事件」とされ、捜査本部は連日、深夜まで打ち合わせを続け、盆休み返上も覚悟で捜査していると報じられていた。

### 起訴
捜査にあたっては、犯人たちの被害者に対する殺意の立証が鍵となったが、県警と地検は3人目の被害者である乙以降の被害者について、最初に死亡した被害者2人（Zα・甲）と同様の暴行を加えれば、相手が死亡することは分かっていたはずであるという「経験則」から殺意を証明する方針を取った。
同年8月16日、福島地検はZαに対する傷害致死罪でESら4人を福島地裁へ起訴した。当初は殺人罪で立件されており、福島地検は当初、執拗な暴行態様から未必の殺意を認定することが可能と判断していたが、6人の中で最初に死亡した被害者であるZαに対し、どれほどの暴行を加えれば死ぬかは経験的に認識不足だったと判断されたことや、4人にはZαを殺害しても利益になることがなく、暴行は「キツネを追い払う」という宗教上の儀式として行われており、殺意を認定する具体性のある証拠が見出だせなかったとして、傷害致死罪で起訴された。
同月28日、捜査本部は丁と戌の2人に対する殺人容疑でESら4人と、被害者の一人であるAを逮捕した。捜査本部は、最も遅くに死亡した丁と戌に対してはZαと違い、既に4人が死亡していたにもかかわらず、同様の暴行を続けたこと、またESは男女関係のもつれから戌に嫉妬心を抱き、他の4人に暴行を命令したことが判明したこと、丁についても集団生活の中で人間関係のトラブルがあったことから、動機面からも殺意が認められるとして、「未必の故意の殺人」が明らかであると判断した。またAは事件後、戸籍上は丁と離婚しており、7月末に退院していたが、その後の捜査本部の調べにより、丁や戌の暴行に加わっていたことが判明したとして逮捕された。
同年9月18日、福島地検はESら4人を丁と戌に対する殺人罪で福島地裁へ起訴し、またAも丁への傷害致死罪と戌への殺人罪で起訴した。AについてはESら4人と共謀して丁ら2人に暴行を加え、死亡させたとされたが、死亡当時夫婦関係だった丁に対しては、ES宅の8畳間に先に死亡した4人（Zα・甲・乙・丙）の遺体があることも知らず、暴力行為が丁を死に至らしめるという明確な認識がなかったとして傷害致死罪で起訴された一方、丁より後に死亡した戌については、丁が死亡してからも暴行を行っており、ESらの供述などから殺意が認定できたとして、殺人罪で起訴された。同月20日、ESら4人は乙と丙の母娘2人に対する殺人容疑で逮捕され、同年10月11日に4人は丙への殺人罪で、またYを除く3人は乙に対する殺人罪でもそれぞれ追起訴された。Yが乙に対する殺人罪で不起訴処分になった理由は、Yは乙への暴行が始まった直後の3月上旬から乙が死亡するまでの間、当時所属していた陸上自衛隊から無断外泊などの理由で外出禁止令が出されていたことから、乙の死亡には関与していないと判断されたためである。
ESら4人は第一審初公判が開かれた10月27日、甲に対する殺人容疑で追送検され、この追送検によって全6被害者について送検がなされた。同年11月6日、福島地検は甲に対する傷害致死罪と共犯の女性Aに対する殺人未遂罪で4被告人を福島地裁へ追起訴した。Aについては処分保留とした後の捜査で殺意が立証できたとして、送検時点の傷害罪から殺人未遂罪に切り替えて立件された。これによって捜査は終結し、須賀川署は同年10月30日をもって署内に設置されていた捜査本部を解散した。この日までにかかった捜査日数は118日で、県警本部と須賀川署の他、郡山・白河の両警察署などから8670人の捜査員が動員され、県内だけでなく東京都や大阪府、兵庫県、岐阜県など14都府県で捜査が行われた。

## 刑事裁判
ESの刑事裁判では起訴状通り、4人への殺人罪、2人への傷害致死罪、そしてAへの殺人未遂罪がそれぞれ認定された。刑事裁判では事件の猟奇性・異常性から、ESの責任能力が争点となった。
各被告人は被害者たちに対する「御用」と称した暴行の客観的な態様、各被害者に生じた死亡や傷害といった客観的な被害結果などといった事実関係については大筋で認めたが、以下のように殺意・共犯者との共謀の有無や犯行時の責任能力などについて争った。
| 被害者 | Zα・甲 | 乙 | 丙 | 丁 | 戌 | A | 求刑             | 第一審           | 控訴審                       | 上告審       |
| 罪状   | 傷害致死罪 | 殺人罪 | 殺人罪 | 殺人罪 | 殺人罪 | 殺人未遂罪 | 求刑             | 第一審           | 控訴審                       | 上告審       |
| ------ | --- | --- | --- | --- | --- | --- | ---------------- | ---------------- | ---------------------------- | ------------ |
| ES     | いずれも殺意や殺人の故意を否定し、傷害致死罪（Aは傷害罪）の成立、また犯行時は心神耗弱だった旨を主張。 またESは他被告人との共謀を否定した一方、「御用」は単なる制裁ではなく、各被害者との合意に基づいて宗教的行為として行ったものであると主張。 Xは「御用」は宗教的行為と信じており、これが原因で被害者が死亡するとは認識しておらず、また精神遅滞であることからESの言葉を疑わずに信じ、死者を死者として認識できていなかったため、殺人罪は成立しない旨、そして他被告人との共謀の事実はない旨を主張した。 | いずれも殺意や殺人の故意を否定し、傷害致死罪（Aは傷害罪）の成立、また犯行時は心神耗弱だった旨を主張。 またESは他被告人との共謀を否定した一方、「御用」は単なる制裁ではなく、各被害者との合意に基づいて宗教的行為として行ったものであると主張。 Xは「御用」は宗教的行為と信じており、これが原因で被害者が死亡するとは認識しておらず、また精神遅滞であることからESの言葉を疑わずに信じ、死者を死者として認識できていなかったため、殺人罪は成立しない旨、そして他被告人との共謀の事実はない旨を主張した。 | いずれも殺意や殺人の故意を否定し、傷害致死罪（Aは傷害罪）の成立、また犯行時は心神耗弱だった旨を主張。 またESは他被告人との共謀を否定した一方、「御用」は単なる制裁ではなく、各被害者との合意に基づいて宗教的行為として行ったものであると主張。 Xは「御用」は宗教的行為と信じており、これが原因で被害者が死亡するとは認識しておらず、また精神遅滞であることからESの言葉を疑わずに信じ、死者を死者として認識できていなかったため、殺人罪は成立しない旨、そして他被告人との共謀の事実はない旨を主張した。 | いずれも殺意や殺人の故意を否定し、傷害致死罪（Aは傷害罪）の成立、また犯行時は心神耗弱だった旨を主張。 またESは他被告人との共謀を否定した一方、「御用」は単なる制裁ではなく、各被害者との合意に基づいて宗教的行為として行ったものであると主張。 Xは「御用」は宗教的行為と信じており、これが原因で被害者が死亡するとは認識しておらず、また精神遅滞であることからESの言葉を疑わずに信じ、死者を死者として認識できていなかったため、殺人罪は成立しない旨、そして他被告人との共謀の事実はない旨を主張した。 | いずれも殺意や殺人の故意を否定し、傷害致死罪（Aは傷害罪）の成立、また犯行時は心神耗弱だった旨を主張。 またESは他被告人との共謀を否定した一方、「御用」は単なる制裁ではなく、各被害者との合意に基づいて宗教的行為として行ったものであると主張。 Xは「御用」は宗教的行為と信じており、これが原因で被害者が死亡するとは認識しておらず、また精神遅滞であることからESの言葉を疑わずに信じ、死者を死者として認識できていなかったため、殺人罪は成立しない旨、そして他被告人との共謀の事実はない旨を主張した。 | いずれも殺意や殺人の故意を否定し、傷害致死罪（Aは傷害罪）の成立、また犯行時は心神耗弱だった旨を主張。 またESは他被告人との共謀を否定した一方、「御用」は単なる制裁ではなく、各被害者との合意に基づいて宗教的行為として行ったものであると主張。 Xは「御用」は宗教的行為と信じており、これが原因で被害者が死亡するとは認識しておらず、また精神遅滞であることからESの言葉を疑わずに信じ、死者を死者として認識できていなかったため、殺人罪は成立しない旨、そして他被告人との共謀の事実はない旨を主張した。 | 死刑（確定）     | 死刑（確定）     | 死刑（確定）                 | 死刑（確定） |
| X      | いずれも殺意や殺人の故意を否定し、傷害致死罪（Aは傷害罪）の成立、また犯行時は心神耗弱だった旨を主張。 またESは他被告人との共謀を否定した一方、「御用」は単なる制裁ではなく、各被害者との合意に基づいて宗教的行為として行ったものであると主張。 Xは「御用」は宗教的行為と信じており、これが原因で被害者が死亡するとは認識しておらず、また精神遅滞であることからESの言葉を疑わずに信じ、死者を死者として認識できていなかったため、殺人罪は成立しない旨、そして他被告人との共謀の事実はない旨を主張した。 | いずれも殺意や殺人の故意を否定し、傷害致死罪（Aは傷害罪）の成立、また犯行時は心神耗弱だった旨を主張。 またESは他被告人との共謀を否定した一方、「御用」は単なる制裁ではなく、各被害者との合意に基づいて宗教的行為として行ったものであると主張。 Xは「御用」は宗教的行為と信じており、これが原因で被害者が死亡するとは認識しておらず、また精神遅滞であることからESの言葉を疑わずに信じ、死者を死者として認識できていなかったため、殺人罪は成立しない旨、そして他被告人との共謀の事実はない旨を主張した。 | いずれも殺意や殺人の故意を否定し、傷害致死罪（Aは傷害罪）の成立、また犯行時は心神耗弱だった旨を主張。 またESは他被告人との共謀を否定した一方、「御用」は単なる制裁ではなく、各被害者との合意に基づいて宗教的行為として行ったものであると主張。 Xは「御用」は宗教的行為と信じており、これが原因で被害者が死亡するとは認識しておらず、また精神遅滞であることからESの言葉を疑わずに信じ、死者を死者として認識できていなかったため、殺人罪は成立しない旨、そして他被告人との共謀の事実はない旨を主張した。 | いずれも殺意や殺人の故意を否定し、傷害致死罪（Aは傷害罪）の成立、また犯行時は心神耗弱だった旨を主張。 またESは他被告人との共謀を否定した一方、「御用」は単なる制裁ではなく、各被害者との合意に基づいて宗教的行為として行ったものであると主張。 Xは「御用」は宗教的行為と信じており、これが原因で被害者が死亡するとは認識しておらず、また精神遅滞であることからESの言葉を疑わずに信じ、死者を死者として認識できていなかったため、殺人罪は成立しない旨、そして他被告人との共謀の事実はない旨を主張した。 | いずれも殺意や殺人の故意を否定し、傷害致死罪（Aは傷害罪）の成立、また犯行時は心神耗弱だった旨を主張。 またESは他被告人との共謀を否定した一方、「御用」は単なる制裁ではなく、各被害者との合意に基づいて宗教的行為として行ったものであると主張。 Xは「御用」は宗教的行為と信じており、これが原因で被害者が死亡するとは認識しておらず、また精神遅滞であることからESの言葉を疑わずに信じ、死者を死者として認識できていなかったため、殺人罪は成立しない旨、そして他被告人との共謀の事実はない旨を主張した。 | いずれも殺意や殺人の故意を否定し、傷害致死罪（Aは傷害罪）の成立、また犯行時は心神耗弱だった旨を主張。 またESは他被告人との共謀を否定した一方、「御用」は単なる制裁ではなく、各被害者との合意に基づいて宗教的行為として行ったものであると主張。 Xは「御用」は宗教的行為と信じており、これが原因で被害者が死亡するとは認識しておらず、また精神遅滞であることからESの言葉を疑わずに信じ、死者を死者として認識できていなかったため、殺人罪は成立しない旨、そして他被告人との共謀の事実はない旨を主張した。 | 無期懲役（確定） | 無期懲役（確定） | -                            | -            |
| Y      | ESの言う「魂が浄化されて戻ってくる」という言葉を信じており、各犯行は構成要件的故意を欠くとして無罪を主張。 | （不起訴） | 左に同じ。 | 左に同じ。 | 左に同じ。 | 左に同じ。 | 無期懲役（確定） | 無期懲役（確定） | -                            | -            |
| Z      | 「御用」は被害者らから悪い霊を追い出し、健全な精神を回復させるための治療行為であると信じていた。他被告人と共謀した事実もない。 | （左に加えて）被害者たちには暴行を加えていない。仮に暴行を加えていたとしても殺意はなく、他被告人と共謀した事実もない。 | （左に加えて）被害者たちには暴行を加えていない。仮に暴行を加えていたとしても殺意はなく、他被告人と共謀した事実もない。 | （左に加えて）被害者たちには暴行を加えていない。仮に暴行を加えていたとしても殺意はなく、他被告人と共謀した事実もない。 | （左に加えて）被害者たちには暴行を加えていない。仮に暴行を加えていたとしても殺意はなく、他被告人と共謀した事実もない。 | （左に加えて）被害者たちには暴行を加えていない。仮に暴行を加えていたとしても殺意はなく、他被告人と共謀した事実もない。 | 懲役20年         | 懲役18年（確定） | 懲役18年（確定）             | -            |
| A      | （不起訴） | （不起訴） | （不起訴） | ESのマインドコントロール下にあり、適法な行動を期待できる「期待可能性」が乏しい状態だった。 | 暴行に加担しなければ自分が殺されていたため、緊急避難行為であった。戌への殺意もなかった。 | （被害者） | 懲役5年          | 懲役3年          | 懲役3年・執行猶予5年（確定） | -            |

### 第一審

#### 初公判
ES・X・Y・Zの4被告人の第一審初公判は1995年10月27日、福島地方裁判所（穴澤成巳裁判長）で開かれた。罪状認否で、4被告人とも暴行を加えた事実は認めたものの、ESは殺意を全面的に否認し、他の3被告人も「（暴行を続ければ）死ぬことはわかっていた」と未必の殺意は認めたが、確定的な殺意の存在や共謀の事実はいずれも否定した。初公判の時点で各被告人の弁護人を務めていた弁護士は、ESが安斎利昭、Xが岩渕敬、Yが宮本多可夫、Zが長谷川三千男である。なお検察官は同日、まだ追起訴分が残っていることを理由に、冒頭陳述を次回公判に持ち越した。
初公判後に追起訴された甲への傷害致死罪とAへの殺人未遂罪については、同年12月6日の第2回公判で罪状認否が行われたが、4被告人の弁護人はこれらの罪状についても、いずれも殺意を否認した。またYの弁護人は未必の故意も否定し、ES・X・Zの弁護人はそれぞれ被告人は犯行時心神耗弱状態だったと主張した。検察官は同日の公判で冒頭陳述を行い、事件の発端はESがZαに対し、自身の愛人だったYに好意を持っているのではないかと邪推して暴行の末に死亡させた結果であり、「神である自分が人を死なせたことが分かれば、Yは離れてしまう」と考えたESは共犯者らに対し、「神様が魂を清めている。魂が戻ってくれば、起き上がる（生き返る）」と説明し、「悪魔払い」と称して次々と信者らへの暴行を繰り返したと主張した。なお同日の公判では、ESの弁護人が一部証拠について不同意の意思を表していたが、同月22日の第3回公判でそれらの証拠について意見書を提出した。

#### 中断前の公判
1996年（平成8年）1月19日に開かれた第4回公判で、Xは被害者を殴り続ければ死ぬかもしれないという認識があったが、「そこまでは続けないだろう」という気持ちもあったこと、一方でZαと甲の死後には暴力が死につながることを認識していたものの、そのころには暴力が恒常化したことで罪悪感が薄れ、次第に自らが中心的な存在として暴行を加えたことなどを証言した。同年2月16日の第5回公判で、Zは「除霊」と称して暴行が行われていたことについて「嫌だったが自分だけやめるわけにはいかなかった」と述べ、ES以外が暴行を止めることは不可能だったとした上で、被害者たちへの殺意はなく、死亡した被害者たちについて「死後もしばらくは寝ていると思った」と証言し、自身の姪である丙の死後には疑問を持ち始めたが、「だれも何も言わないので暴行に参加し続けた」と述べた。また、Zは事件発覚までESたちに同居し続けたことについて、自身だけでなく死亡したZαや義兄の甲らからも「逃げようという意識はなかったようだ」と述べた。
Yも同年3月22日の第6回公判で、殺意を否定する供述をした上で、捜査段階の「ESと一緒にいたいと思い、神を信じているふりをして一連の暴行に加わった」という供述から一転して「〔犯行時は〕ESを神として信じ、神を恐れていた」と述べ、また当時のESを「神」として信じていた容姿は自分でも信じられない、と述べた。続く5月7日の第7回公判でも、Yは捜査段階の「たたき続ければ死ぬかもしれない」という未必の殺意があったことを認める供述を翻し、殺意を否定した上で、取り調べ段階や公判途中まではESの言う通り被害者たちは生きていると思っていたが、信じてもらえないだろうと思って殺意を認める供述をしたという旨を述べた。
ESは同年6月14日の第8回公判で、「御用」と称した暴行は被害者たちに取り憑いた悪霊を祓うためであり、被害者たちに殺意はなかったという旨を述べた上で、「すべて神が自分を媒介として行ったこと」として、自身が思いつきで行った暴行を含む様々な行為についてはよく覚えていない面もあると述べた。同月28日の第9回公判では、被害者らが死亡したという認識はなく、「魂が清められ、再び〔遺体が〕起き上がるのを楽しみにしていた」などと述べ、捜査段階の「男女間の欲望などがきっかけ」「暴行は除霊を口実に行われたもの」という自身の供述は捜査官に迎合したものであると訴えた。同年8月16日の第10回公判では、ESは検察官から供述の矛盾点について指摘されたが、「（事件当時は）神の意思で動いていた」「深く考えていなかった」などと訴えた一方、除霊を名目にした暴行については自らの嫉妬心や自負心が引き金であることを認め、従犯3人を巻き込んだことに対する謝罪の弁も述べた。

#### 精神鑑定による公判中断と再開
4被告人の弁護人はそれぞれ、被告人らが犯行時に「キツネがついた」などと話しており、責任能力に疑問がある旨や、家の中で殺人が繰り返されるなど閉鎖的な状況の中で起きた事件であり、犯行当時の被告人らの精神状態を調べる必要があるとして、各被告人の精神鑑定を申請した。これに対し、検察官は逮捕当時の被告人らには不可解な言動は見られず、刑事責任能力に支障はないとして鑑定は不要であると主張したが、1996年9月6日の第11回公判で福島地裁は申請を認め、地裁は同年10月に鑑定実施を命じた。当初は精神鑑定期間は約3か月程度になると見込まれており、また1997年（平成9年）3月時点では早ければ同年5月ごろには公判が再開される見込みと報じられていたが、鑑定は長期化し、公判は同年11月5日に開かれた第13回公判を最後に、約3年間にわたって中断した。このように鑑定が長期化したのは、被告人の人数が多かったこと、宗教行事の認定などに時間がかかったことが要因であると報じられている。一方でこの中断期間中にも、公判とは別に証人尋問などが行われたことはあった。
この間、福島県立医科大学神経精神医学講座教授の丹羽真一による精神鑑定が実施された。1999年（平成11年）11月5日の第14回公判から審理が再開されたが、その鑑定書（丹羽鑑定）は4被告人のうちXについて、「精神障害が認められ、責任能力は問えない」とする内容だった。丹羽はESについて「独特な考え方を持ち、人を動かす圧力というか雰囲気があった」と評しており、また彼女が自身の宗教行為にどこまで力があると信じていたかは最後まで解明できなかったと語っている。なお裁判長は、中断前最後の公判となった第13回公判までは穴澤が務めていたが、中断を挟んで再開された第14回公判の時点では原啓に交代していた。
鑑定書が提出された時点では、早ければ翌2000年（平成12年）1月ごろに結審するのではないかと見込まれていたが、実際には公判はさらに長期化することとなった。鑑定人の丹羽は同年12月17日の第15回公判で尋問を受け、Xは軽度の精神遅滞があり、責任能力は限定されるという見解を述べた一方、続く2000年（平成12年）1月21日の第16回公判では残る3被告人 (ES・Y・Z) について、いずれも完全責任能力が認められるという見解を述べた。検察官は丹羽鑑定について当初、鑑定書の内容を精査できていないとして採用を留保していたが、第16回公判で証拠採用に同意し、丹羽鑑定は証拠採用された。

#### 再開後の公判
同年2月18日の第17回公判で、丹羽はXについて、複雑な事柄はすべて他人に依存し、状況に流される傾向があることに加え、母ESに恐怖感を有していたため、実家の経済問題などに立ち入れなかったと証言した。一方で同年3月10日の第18回公判では、XはESらとともに行う「御用」の危険性や被害者らの死の認識は有していたものの、母子関係や心の葛藤を自己解決できず、ESの「（被害者は）生き返る」という言葉を信じなければ自分を維持できない神経衰弱状態にあったとも述べている。またESについては同年5月19日の第19回公判で、「御用」の最中には一時的にヒステリーの解離状態に陥っていたが、その解離状態は自ら目的を持って陥った自己誘発性のものであり、その状態で犯罪を犯したと仮定すれば責任能力は認められるという見解を述べた。同年6月9日の第20回公判では、ESは1回目の犯行（Zα・甲への傷害致死）では自身の「御用」がどのような結果をもたらすか予測できなかったが、それ以降は結果をある程度予測できており、罪の意識はあったと考えられると述べ、7月14日の第21回公判でも、ESは「御用」の目的で自ら平常心を失ったが、自身が暴行を加えているという認識は暴行の最中も有していたという見解を述べた。
同月28日の第22回公判ではESに関する証人尋問が終了し、YとZに関する尋問が行われ、丹羽は犯行時と鑑定時では約2年の間隔があるが、被告人らの精神状態に大きな変化はないと述べた上で、Zについては被害者らに「御用」という暴行を加え続ければ死亡するという認識を有していたと述べ、Yについても犯行は宗教的な信念の下に行ってはいたが、責任能力は認められると証言した。同年8月11日の第23回公判でも、丹羽はYについて、自身が暴行を行っているという認識能力は有しており、責任能力は問えるという旨を証言した。丹羽への鑑定尋問は同年9月28日の第24回公判で終了し、丹羽は仮にYが宗教的な信念の下に「御用」を行っていたとしても、「社会的常識から外れた行動を取った時は、本人の精神状態が異常でない限り責任能力はあった」と証言した。
同年10月12日の第25回公判からはESら4被告人への被告人質問が再開され、Yは被害者らが倒れているのを見て「一般的に死んだことは分かっていた」と述べたものの、ESから「神が魂を引き上げているだけ」と説明され、彼らが復活すると信じており、「御用」が彼らの死の直接の原因になるとは考えなかったと述べた。また公判途中で認否を翻した理由についても、自身が神同然に信じていたESが殺意を否認したため、「神が存在しないと気付き不安になったため、気持ちが変わった」ためであると述べた。またZは同年11月10日の第26回公判で、初公判の当時から一転してZα・甲の2人に対しては「御用」を行ったことは認めたが、「死ぬとは思わなかった」と供述した上で、他の被害者らに関してはばちで押したり、ビンタをしたりしたことはあったが、「御用」には加わっていないとして、起訴事実自体を否定した。福島地裁 (2002) によれば、Zは捜査段階や公判開始当初の供述では具体的・詳細な供述とともに暴行を加えた事実を認めていたが、第26回公判以降は丙以降の被害者5人について、「自分は被害者らの体に触れた程度であって、怪我をさせたくなかったので、暴行を加えたことはない旨供述」している。Xも同年12月15日の第27回公判で、かつての「被害者の死を認識していた。暴行を加えることで死ぬことも分かっていた」という供述を翻し、被害者らが「御用」の末に動かなくなったことは認識していたが、「御用」が原因で死ぬとは考えておらず、被害者らは眠っていると思っていたと供述した。2001年（平成13年）1月19日の第28回公判で、Xは「事件当時、殴ったり、ばちでたたいたり、また、衰弱した人に暴行を加えれば死ぬことは理解していた」と述べた一方、「御用」を暴行とは認識していなかったと述べた。
同年2月16日の第29回公判では約4年半ぶりとなるESへの被告人質問が行われ、ESは「私がこの世からいなくなっても〔被害者遺族に〕許されることはないと思っている」と反省の言葉を述べた。同年3月16日の第30回公判では、検察官が東京医科歯科大学教授の山上皓の作成したXの責任能力に関する意見書を提出したが、この意見書はXについて、小中学校の成績には問題はなく、また犯行は未熟な人格を有していたXが異常な状況下で行ったものであり、司法精神学上は責任能力が認められるとするものであった。同年5月18日の第31回公判では、ESが裁判官からの被告人質問で、「御用」については「神様の指示でやった」、信者との共同生活については「神様の下で働けるのが最高の幸せだった」という旨を述べた。同年7月18日の第32回公判では、検察官の証人として県立医大教授（法医学）の平岩幸一が出廷し、犯人らが挫滅症候群について知らなかったとしても、経験上、被害者らを殴り続ければ死に至ることは分かるはずだと証言した。
ESを除く3被告人 (X・Y・Z) の証拠調べは同年9月14日の第33回公判で終了した。同日の公判では、Xの検察官面前調書など不同意となっていた一部の証拠を検察官が改めて証拠申請し、弁護人もES宅にあった宗教関係の本のリストの提出を申請したが、双方とも意見を次回公判に持ち越した。またESについては検察官が、XのESに関する供述には、検察官調書と法廷調書で異なる点があり、検察官調書の方が信用できるとして、別途証拠調べを請求したため、一度他の3被告人とは分離して公判を開くこととなった。同年10月4日に開かれたESの第34回公判で、検察官はESとYが鏡石町に借りていたアパートにあった下着や玩具類の証拠写真を提出、また不同意になっていた検面調書の一部が証拠採用された一方、弁護人もES宅にあった宗教関係の書籍リストを提出し、全ての証拠調べを終了した。同日の公判で、ESは鏡石町のアパートについて「休息所として借りた。全国の魂を救済するため、交通に便利だから」と証言したが、検察官は宗教目的ではなく、Yと関係を持つためのアパートであると主張した。その後、公判は論告求刑公判で再び併合された。

#### 論告求刑
2001年（平成13年）11月16日に福島地裁（原啓裁判長）で論告求刑公判が開かれ、検察官は被告人ESに死刑、X・Y両被告人に無期懲役、被告人Zに懲役20年の刑をそれぞれ求刑した。福島地裁における死刑求刑事件は1994年6月、警察庁広域重要指定118号事件の公判で5被告人に死刑が求刑されて以来だった。
検察官は「御用」について、「ESが自らの神的権威を守り、Yとの愛用関係を保つため、じゃま者を排除する集団リンチ」と位置づけ、またESが除霊を口実に「神」と名乗って暴行を加えたことは宗教的儀式ではなく、ES自身の意思によるものであり、X・Y・Zの3人も自己保身のため、「御用」は一般的な暴行と認識した上で「御用」に加担したと主張した。また傷害致死罪で起訴された最初の被害者2人（Zα・甲）への暴行と、殺人罪で起訴された被害者4人（乙・丙・丁・戌）への暴行はいずれも太鼓のばちを用いるなど、基本的に変化なく行われており、被告人らはZα・甲が暴行の末に死亡したことから、乙・丙・丁・戌についても死亡する危険性を認識しながら「御用」という名の暴行を加えた、すなわち彼ら4人に対する殺意が認められると主張した。4被告人の責任能力については、Xを心神耗弱状態と評した丹羽鑑定の内容は、鑑定書に対する別の専門家の意見書や捜査段階と矛盾するものであり、4被告人は完全責任能力を有していたと主張した。
そして、暴行を指示したESが「主犯」であると位置づけ、事件は虚栄心と自己顕示欲に固まったESが一存で起こした自己中心的、独善的なものであるとして、ESは死刑に処するほかないと結論づけた。またX・YはESを「神」と信じてはいなかったと主張し、Xは「離婚問題や行き場がなくなるとの気持ちから全犯行に積極的に加担した」として、その刑事責任は母ESに準ずると主張、Yも「ESから離れたくない気持ちから各犯行に加担し、自衛隊で鍛えた体を使って激しい暴行を加えた」と主張。2人とも自己保身のために積極的に暴行に加わったとして、「極刑に準ずる選択はできる」として、無期懲役を求刑した。Zについては、妻Zαの死を目の当たりにして自己保身のために従っており、暴行の態様も若干の酌量の余地があるが、全ての犯行に加担し、死体を放置するなどしたとして、懲役20年が妥当と結論づけた。
最終意見陳述で、Yは死亡した被害者6人について「6人は復活すると思います」と、Zは「殺人と思われたくない」と憤慨するような口調でそれぞれ述べた。

#### 結審
第一審の公判は、同年12月14日の第36回公判をもって結審した。事件発覚から約6年5か月目での結審だった。4被告人の弁護人は、「御用」は悪霊払いのため、被告人らと被害者との合意の下の宗教的儀式が行き過ぎた結果であるとして、それぞれ被害者たちへの殺意を否認する旨を主張し、ES・X・Zの3被告人側は傷害致死罪の成立を、Y被告人の弁護人は「故意がない以上、犯罪の構成要件を満たしていない」として無罪を主張した。
ESの弁護人は精神鑑定で「暴力を振るう際には、一時的ヒステリーの解離状態に陥ったこともある」という結果が出たことを踏まえ、ヒステリー的人格障害としながら完全責任能力を認めた丹羽鑑定と、「一時的ヒステリー状態では責任能力がない」とした丹羽の証言は矛盾していると主張。そして仮に殺意があったとしても、6人の死亡は被告人らと被害者との合意の上での共同行為からであり、ESだけではできなかったとして、ESのみを重罰に処すことは相当ではなく、無期懲役以下にすべきであると主張した。また精神鑑定で「心神耗弱状態」と判定されていたXの弁護人も、改めて心神耗弱を主張した。

#### 第一審判決
2002年（平成14年）5月10日、福島地裁（原啓裁判長）で第一審判決公判が開かれ、同地裁は被告人ESを死刑、X・Y両被告人を無期懲役、被告人Zを懲役18年とする第一審判決を言い渡した。福島地裁における死刑判決は、1994年6月に警察庁広域重要指定118号事件の第一審判決公判で、死刑求刑を受けた5被告人のうち3被告人に言い渡されて以来であり、女性の被告人に対しては初となる。当時の裁判所合議体の構成は、裁判長が原啓、陪席裁判官が鈴木信行・堀部亮一だった。
福島地裁は、Zが第26回公判からそれまでの供述を翻し、丙以降の被害者5人に対する暴行を加えたことを否定する旨の供述をした点について、「およそ変遷に合理的な理由がないといわざるを得ず、その供述経過や関係各証拠に照らせば、被告人〔Z〕のかかる公判廷での供述を信用することは到底できない。」として、4被告人が各被害者に加えた暴行の態様、それによる被害者の死傷という結果などについてはいずれも検察官の主張通り事実認定した。
その上で一連の「御用」の内容については、「社会通念に照らしてみる限り、被害者らの魂を清め、その救済をするものとは到底いいがたいものであり、その場限りの思い付きを交えつつ、単に被害者らに苦痛を与えている行為としかとらえられないものである。」と指摘し、また4人は遅くとも甲への「御用」が始まるころまでには「御用」の結果、Zαが衰弱して倒れ、「社会通念上、客観的に死亡したと評価されるような状態になった事実」を認識できていたことが明らかであると指摘した。また「御用」については、各被告人の「それを受ける者の体内にある悪い霊を出し、そのものの魂を清めるための宗教行為であって、「御用」の結果、被害者らは魂が引き上げられ、浄化されているのだとの確信などがあったため、社会通念に沿った判断ができず、被害者らの死亡が認識できなかった」という主張の内容について検討、以下のように結論付けた。
ES
「御用」はESが過去に信仰していた宗教団体で知り得た教義を自己流に解釈した結果であり、またESはZαの死亡前に「肉体が死ぬと魂は別の人の肉体に入り込む」と説明していた一方、Zαの死後は「魂が浄化されればその人が再び起きあがる」という説明に変遷していることや、ESの犯行時の生活態度など（眼病に罹患した次女を自身の「手かざし」で治癒できず病院に連れて行った点、乙の死後に彼女の口座から預金を引き出した点、Yとの性的な関係を繰り返していた点など）から、ESの述べる「宗教的確信」の内容は「極めて曖昧で、場当たり的である感を否めない。」と指摘し、むしろESは「狐が憑いた」「悪い蛇の霊が憑いた」「天狗の霊が憑いた」などの口実から、自身の被害者らに対する個人的な嫉妬心、憎しみなどから「御用」を行ったという面を否定できないと指摘した。
Y
YはESと出会う前は特に宗教を信じた経緯が窺えず、ESと出会ってから「御用」に参加するようになった点や、Y自身がESから「魂が高い」「光が出ている」と言われながら、そのような光をY自身が目の当たりにしたり、またESのいう「神様の声」を聞いたこともない、そしてESが特別な力を身に着けるようになった根拠、そしてその「特別な力」を信じた根拠を尋ねられてもあいまいな受け答えに終始していた点、一方でY自身が公判で被害者らが客観的に死亡した状態にあったことを認識している旨の供述をしている点、そしてESがほかの信者の前で「神様」であるYと性的な関係はないと公言していることが嘘であると認識していた点などを指摘し、Yが「通常の社会通念に基づく判断がなし得ないほどに宗教的確信を抱いていたかは極めて疑問である。」と評した。
Z
公判では殺意を否定する旨の供述をしている一方、罪状認否では「御用」を「続ければ死ぬだろうということは分かっていた」という旨を述べており、第26回公判ではその供述内容を翻した一方、Zαが倒れてから1週間以上も動かなくなったことで彼女の死を悟った旨の供述をしたことや、それに伴ってESの話をあまり信用できないと思った旨も供述していることなどを指摘し、殺意を否認する旨の供述内容は極めて曖昧であり、Zが「通常の社会通念に基づく判断をなし得なくなるほどの宗教的確信を抱いていたとは到底認められない。」と評した。
X
公判では殺意や「御用」によって被害者が死亡したという認識がなかった旨を述べているが、その理由については極めてあいまいな供述を繰り返し、何を根拠に宗教やESの話が正しいと確信したのか、具体的・説得的な供述を全く行っていないこと、また公判が始まった当初は被害者が暴行で死亡したことを認め、「御用」を続ければ被害者が死亡する可能性があることを認識していた旨の供述をしていたにもかかわらず、それを翻した理由についても合理的な釈明をしていないこと、そして「姉妹の中で一番宗教を嫌っていたとされる」ことなどを挙げ、「通常の社会通念に基づく判断がなし得ないほどに被告人〔ES〕の言動が正しいと確信していたかは極めて疑問である。」と評した。
また捜査段階で殺意を認めた4被告人の供述は具体性などがあり、信用性は十分であると評した上で、ESの弁護人が取り調べは約4か月間にわたって連日長時間なされ、捜査官による誘導もあったものであるとして任意性を否定した点に関しては、供述調書の記載内容には強要や誘導では導き出せないような内容が含まれており、ESが自発的に供述したことが強く推認できる内容である点、ESが訂正の申し立ても行っている点、検察庁での取り調べの際には少なくとも検察官3人が交代で担当している点、9月20日以降の取り調べでは弁護人が接見に訪れている点、そして検察官による最終取り調べでは、ES自身が「責任逃れのため当初はうそを付いていたが、そのような話が通用するはずはないし、被害者の痛みや悲しみ、被告人〔Y〕や被告人〔X〕のことを考えると、事実から目を背けてはならないと思って、取調べで真実を話すようになった」という旨を明確に供述している点などから、捜査段階供述の任意性は十分認められると指摘した。以上の点を総合し、4被告人は最初にZαと甲が「御用」の末に衰弱して倒れ、社会通念上、客観的に死亡したと評価されるようになった事実自体を認識した上で、「御用」を続ければ死の結果が生じてしまうことを認識していたにもかかわらず、丙・乙・丁・戌・Aにもあえて同様の暴行を執拗に加え続けたとして、彼ら5人（Yは乙を除く4人）に対する未必の殺意および暴行の故意を有していたと結論付け、それらを否定した各弁護人の主張を退けた。
またESやZの弁護人がそれぞれ、被告人らの間に共謀はなかった旨を主張していた点については、「御用」は常にESが被害者らを詰問しながら太鼓のばちなどで殴り始めることなどで開始されており、いつ誰に対して「御用」を行うかはすべてESが決め、その意図の下にX・Y・Zも「御用」を行っていたことなどから、ESを中心にその意思に沿う形で「御用」が行われていたことを指摘し、各被告人の間には共謀があったと認定、弁護人らの主張を退けた。またESの弁護人が、ESはいずれも被害者らとの合意に基づき、宗教的行為として「御用」を行っていたと主張した点に関しては、重傷を負いながら生存したAが「御用」の当初、警察に行こうと考えたものの、かつて甲らが逃げて警察にいった際には相手にされず、結局は連れ戻されたと聞いていたため、怪我すらしていない時点で警察に行って「御用」の話をしても相手にされず、逆にESらからさらにひどい目にあわされるのではないかと考えたため躊躇し、さらに「御用」が続いてからは体が動かなくなってしまい、逃げ出そうという意欲がなくなり、あきらめの気持ちになってしまったという供述をしている点、実際に甲や乙がが「御用」の途中で逃走したことがある点などを踏まえ、
ESは自分の意思で解離状態に陥っており、是非善悪を弁識して行動する能力は有していたと評し、Xについても記憶は明瞭かつ正確で、十分認識して行動していたとして、4被告人全員がいずれも事件当時、完全責任能力を有していたことを認めた。
そして量刑理由では、ESは「最大の首謀者」であり、刑事責任の重大性から死刑が妥当であるとした上で、X・Yの2人も有期刑は選択できないとした。一方でZについては、当初はESを信じて暴行に加わったとされる点があるなど、若干情状酌量できる面があり、また妻Zαや義兄（甲）を死亡させたことにより、ESに逆らえば自らも暴行を受ける対象になると恐れ、ESに追従していた面があったことを指摘し、求刑より刑を減じた。
死刑を言い渡されたESは、同日中に仙台高裁に控訴した。またYとZも控訴したが、Yは後に控訴を取り下げ、無期懲役が確定した。一方でXは同月16日、弁護人に対し控訴しない意向を伝え、同月25日0時の控訴期限までに控訴しなかったため、無期懲役の有罪判決が確定した。

### 控訴審
結果的にESとZの2被告人が仙台高等裁判所へ控訴し、控訴審は仙台高裁第1刑事部に係属した。裁判長は、2003年（平成15年）7月4日の初公判から第2回公判（同年9月2日）、およびZの判決公判（同年11月11日）までは松浦繁が務めたが、2005年（平成17年）4月21日に開かれたESの第3回公判以降は田中亮一に交代した。
被告人ESの控訴趣意書は、弁護人の齋藤拓生（主任弁護人）と阿部潔が連名で作成した一方、仙台高等検察庁検察官の鶴田小夜子がそれに対する答弁書を作成した。ESの控訴趣意は以下のように事実誤認、審理不尽、量刑不当を訴えるものである。特に第一審と同様、犯行時のESの責任能力が主な争点となった。
- 事実誤認 - ESは犯行時、心神喪失もしくは心神耗弱状態だった[218]。また被害者らへの殺意は有していなかったため、殺人罪や殺人未遂罪は成立せず、傷害致死罪や傷害罪にとどまる[220]。被害者らは「御用」を受けた結果、死亡する可能性があることを認識しても「御用」を受け続けていたため、客観的には死に至ることに対しても同意を与えているといえ、仮にESに殺意があったとしても同意殺人（刑法第202条）および同意に基づく傷害致死（刑法第205条）、傷害罪で処断されるべきである[221]。
- 審理不尽 - 原判決はESの責任能力について丹羽鑑定を前提に判断しているが、丹羽とESとの面接調査は不十分であり、鑑定も的確なものとは言い難く、また原審が鑑定書を書証として採用する際、実際に検査・試験を担当した者（鑑定助手）を証人尋問していないため、原審は刑事訴訟法第379条に違反する[218]。
- 量刑不当 - 死刑制度は残虐な刑罰であり、憲法第36条に違反する。またESには酌むべき情状が多々存在することなどから、死刑を選択した原判決は不当に重い[222]。

またZの弁護人は、Zの暴行への関与は低く、Zには被害者らへの殺意もなかったと主張、共犯者との共謀も否定した上で、傷害罪を適用して量刑を減軽すべきと主張した。

#### 当初の公判
ESの弁護人は初公判で、完全責任能力を認めた丹羽鑑定は杜撰で事実誤認があると主張し、再度の精神鑑定を申請した一方、検察官は新たな精神鑑定は必要ないと反論、控訴棄却を求めた。また、2被告人の弁護人はYの証人尋問や被告人質問などを求めた。
仙台高裁は同年9月2日の第2回公判で、ESの弁護人からの申請を認め、中谷陽二（筑波大学教授：司法精神医学）による再度の精神鑑定を行うことを決め、ESの犯行時の精神状態と責任能力への影響に加え、丹羽鑑定で「一時的ヒステリーの解離状態にあった」とされる点と責任能力との関係などについても調べられることとなった。一方でZについてはESと審理が分離され、仙台高裁が同日の公判で被告人質問を行って結審した。Zは同年11月11日、控訴棄却の判決を言い渡された。同高裁はZの犯行について、「御用」が除霊目的の行為であるという認識がなかったとは言い切れないとしつつも、ESに逆らえば逆に自分や息子が被害に遭うと恐れたことから、「御用」の結果被害者が死亡しても構わないと考えた上で暴行に加担したと認定した。Zは同判決に対し上告しなかったため、同月26日をもって懲役18年を言い渡した第一審判決が確定している。
ESの2度目の精神鑑定（中谷鑑定）は2005年（平成17年）3月まで行われ、公判は第2回公判から約1年7か月後の同年4月21日に開かれた第3回公判まで中断された。丹羽鑑定はESが「御用」の際に「一時的ヒステリーの解離状態に陥っていたことがある」、つまり一時的に是非善悪を弁識し、その弁識に従って行動する能力が障害されており、正常な判断能力、行為能力はない状態に陥っていたと判断しながらも、その解離状態は常に自己誘発性であること、終始演技していた場合のあったことも否定できないことなどから、犯行時の責任能力はあったと結論付けていたが、中谷鑑定はESが「御用」の際、一時的に「憑依的トランスつまり解離状態を呈することがあった」と指摘した上で、憑依トランスは自己誘発的に生じていたものではなく、また憑依トランス状態から回復して自分の行為の結果を見ても驚きや違和感を持った様子がないことから、憑依トランスでの行動は平素の人格とは完全に異質ではなく、憑依トランス時は心神耗弱状態だったと指摘するものであった。

#### 再開後の公判
再開後初の公判である2005年4月21日の公判では、ESの親類が証人として出廷する予定だったが、この親類が出廷できなかったため、弁護人がh倉庫請求っした中谷鑑定の鑑定書を証拠採用したのみで閉廷した。
同年5月10日の公判で、被告人質問を受けたESは被害者への暴行について「神の意思でやった」「当時のことは思い出せない」と述べ、殺意を否定した。同年6月6日の第7回公判では再鑑定を担当した中谷が証人尋問を受け、犯行動機はESの個人的な動機と、（原判決ではほとんど否定された）宗教的な動機が織り交ぜになったものであり、またESは犯行時、全く責任能力がなかった（心神喪失だった）わけではないが、一時的に意識が通常の状態でなくなる解離状態にあり、責任能力は原判決で認定されたような完全なものではなく、限定的なもの、すなわち心神耗弱状態にあったと証言した。
控訴審の公判は7月12日の第8回公判で結審する予定だったが、中谷鑑定の結果について精査が必要であるとして持ち越され、9月6日の第9回公判で結審した。弁護人は中谷鑑定の結果を踏まえ、ESは犯行時、被害者らに激しい暴行を加えていた際に心神耗弱状態だったことは間違いなく、「御用」のどの時間帯に完全責任能力の状態にあり、どの時間帯に心神耗弱状態にあったのかを明確に区別することは不可能であるから、「疑わしきは被告人の利益に」の原則に従い、ESの行為はすべて心神耗弱の状態でなされたものと評価しなければならないと主張した。控訴審の審理期間は初公判から同日の公判まで、精神鑑定による中断期間を挟んで2年2か月を要した。

#### 控訴審判決
2005年11月22日の控訴審判決公判で、仙台高裁（田中亮一裁判長）はESの控訴を棄却する判決を言い渡した。担当裁判官は裁判長の田中と、陪席裁判官の根本渉・髙木順子だった。
仙台高裁 (2005) は弁護人による控訴趣意のうち、「審理不尽」の主張について検討、丹羽鑑定は検察官・弁護人の双方が同意した上で職権により採用されており、その採用手続きは違法とは言えず、また鑑定書を作成した丹羽自身が証人として詳細な証言をしていること、ESに直接検査・試験を行った鑑定助手の医師の尋問は当事者からも請求されていないことから、審理不尽ともいえないとして、論旨を退けた。
その上で、犯行の経緯・内容などからESに「浄霊」「憑き物落とし」という宗教的動機・宗教的確信があったといえるかについて検討することで、犯行時のESの責任能力について検討し、一連の犯行動機は原判決が認定するように、ESはYに対する独占欲や他の女性への嫉妬心、集団内での自らの「神様」としての権威、立場を守るため、そして被害者に対する不快感や怒りなどといった世俗的・利己的な動機であると評した。一方で1日数時間、連日のように10日から1か月近くにおよぶ集団暴行を繰り返し、それが7人の被害者に対し約半年間にわたって継続させた点については、「被告人の利己的、個人的な嫉妬、独占欲、不快感といった動機のみで、このように維持、継続するには相当な困難を伴う」として、「何らかの宗教的動機が働いているとみる余地がある。」とも指摘したが、暴行を開始した当時のESの利己的、個人的動機と、その後の過程で絡んできたであろう宗教的確信は併存するものであり、また宗教的確信は非精神病的信念に過ぎず、ESの現実検討能力、自己批判力は保たれており、現実認識能力も認められるため、それ自体が責任能力を左右するものではないと評した。
そして、丹羽鑑定と中谷鑑定がそれぞれ共通して指摘しているように、ESは「憑依トランス」に陥っていたにもかかわらず、憑依トランスからの回復後に被害者の負傷状況などの結果を見ても驚きなどの反応を示さなかったこと、また丹羽鑑定の際にESが医師を被験者として祈祷の演技をした際、神が乗り移っているように演技しながらも時々観察している医師の様子を窺うように視線を合わせるような動作が何回も見られており、「御用」の現場での憑依トランスが演技である可能性が否定できないことなども指摘したが、各共犯者や春子がそれぞれ、ESが「御用」を終えた後に失神状態になったことを指摘していることから、ESが憑依トランス状態に陥る場合があったこと自体は否定できないとして、それを前提に責任能力が肯定できるか否かを検討した。その結果、ESは「御用」開始時点では憑依トランスなどの状態にあったとは言えず、利己的・個人的動機から「御用」を開始していること、少なくとも原審公判供述時までは犯行時の状況などについて具体的・詳細な記憶を有していたこと、「御用」の最中に手加減している者を叱責するなど周囲の状況を十分把握していること、被害者らへの嫌がらせ行為を多く行っている（相手の反応を十分に意識している）こと、「御用」の途中でYと外出することもあったこと、そして被害者らが死亡した際にはもっともらしい宗教的な説明をして合理化を図っていたことが認められると指摘し、連日にわたる「御用」の最中すべてでトランス状態になったとは言えず、トランス状態になったのは短時間の一時的なことに過ぎないと判断した。そして、ESは「天子の郷」時代から憑依トランスと思われると指摘する神懸かり的状態を経験していると述べていることから、ESは何度もトランス状態を経験していると指摘した上で、彼女が犯行時の状況や犯行の結果などを認識していたことから、「御用」を行えばその際に自身が憑依トランスになりうること、その際の言動内容や効果などは十分承知した上で、計算内のこととして「御用」を行っていたと指摘し、仮に憑依トランスがあったとしても、自己誘発性があると認定した原判決は是認できると評した。そして、ESが憑依トランスに陥ったのは暴行行為の一部かつ短時間であることから、その時点のみを捉えてみれば一時的に責任能力が減退ないし喪失したということがあっても、全体から見ればごくわずかな時間に過ぎず、各被害者らが死亡した際にESが憑依トランスに陥っていたことは認められない点や、ESは「御用」を行っている間、被害者に様々な暴行や嫌がらせを行い、自身は通常の日常生活を送りながら被害者らが衰弱していくのを見守っていたことから、犯行時のほとんどは完全責任能力を有した状態であり、仮に一時的に憑依トランスが生じる場合があったとしても、それはESの責任能力に実質的な影響を及ぼすほどのものではないとして、弁護人の「疑わしきは被告人の利益に」との観点から、犯行時に一時的に心神耗弱状態に陥ることがあったならばESの行為はすべて心神耗弱状態でなされたものと評価しなければならないとする主張を退け、完全責任能力があるとした原判決の認定を追認した。
また被害者らへの殺意についても、原判決が認定したように「御用」を受け続けたZαと甲が同じ日に死亡する事態が生じていたことなどから、丙以降の死亡した4人とAに対し同様に「御用」を行えば、彼らもZαたちと同様の事態に陥ることは理解できないはずがないと指摘、さらには丁・A夫婦に「御用」や遺体のある居間を見せないようにしていたこと、Zに防臭剤を買わせて遺体の番をさせる一方でYには遺体を見ることを避けさせたりなどしていた点から、ESは各被害者の死亡を認識していたと指摘し、丙以降の被害者5人に対する未必の殺意の認定を追認した。
被害者らが「客観的には死に至ることに対しても同意を与えていた」とする弁護人の主張も、各被害者らが「御用」を受け続けたのは、それぞれ悩みなどを抱えていた被害者らがESを神様やそれに類する存在と思い込み、ESの「御用」に精神的影響を受け、さらに衰弱して判断・行動能力を失うなどしていたためであり、自分や家族を不幸にすることを求めてのものではないとして退けた。さらに兄に連れられて警察に相談に行った甲が警察から「来るところを間違っている、精神科へ行け」といわれるなど、適切な解決策を得られないまま連れ戻されたことや、乙がそのことを甲から聞かされたり、ESから「帰るなら、洋服は神様のものであるから裸で帰れ」と言われ、裸になってまで帰ろうとすると「肉体を置いて帰れ」と言われたりしたことなど、ESから心理的な拘束を受けていた点や、各被害者は犯行にも加担しており、それが露見することへの不安からESにすがろうとする心理が働いた可能性、そしてZが遺体となったZαを残したまま逃げるわけにはいかないと思った旨を第一審の公判で供述した点などから、被害者らは死に至るような暴行に同意していたとは認められないと結論付け、主張を退けた。そして量刑不当の主張に関しても、死刑制度は憲法に違反しないとした上で、「諸般の情状を総合考慮し、その罪責が誠に重大であって、罪刑の均衡の見地からも一般予防の見地からも極刑がやむを得ないと認められる場合には、死刑の選択、適用も許される」として、6人の生命が奪われた結果の重大性、犯行態様の残忍性、被害感情の峻烈さ、社会的影響の甚大さなどを考慮すれば、ESの刑事責任は共犯者たちより特段に重いと指摘し、ESが捜査段階では事実関係を素直に認め、反省悔悟の情を示していたこと、犯行前に夫の背信・借金苦などで苦労した点には同情できること、ESの三女を引き取った義兄の妻がESの身を案じていることなどといったESに有利な情状を考慮しても、原判決が科した死刑という量刑は重すぎて不当とは言えないと結論付けた。
ESの弁護人は判決を不服として、同日中に最高裁判所へ上告した。第一審の初公判からこの日の控訴審判決公判までに、公判回数は全47回を数え、10年の長期審理となった。

### 上告審
最高裁判所第三小法廷（藤田宙靖裁判長）における上告審の弁論は2008年（平成20年）7月15日に開かれた。ESの弁護人は高澤文俊・高橋正俊である。弁護人は死刑制度の違憲性に加え、被害者らがESを「神」と信じ、集団生活していたことから、ESと被害者には相互に強い結びつきがあり、ESも悲惨な結末を望んではいなかったと主張。ESは事件当時、憑依トランス状態に陥っており、心神喪失状態であったとして無罪を訴えた。一方で検察官は、完全責任能力を認定した原判決に疑いはなく、ESには矯正の余地がないこと、また従犯と比べても刑事責任が重大であることを主張し、上告棄却を求めた。
同小法廷は同年9月16日に原判決を支持し、被告人ESの上告を棄却する判決を言い渡した。事件発覚および第一審の初公判から約13年後の最高裁判決であり、福島県内関係の事件で最高裁が死刑判決を言い渡した事例は、警察庁広域重要指定118号事件で3被告人に言い渡されて以来、約4年ぶりのことであった。福島県内の死刑確定事件は後述のESに対する死刑執行時点で、1947年（昭和22年）以降で22件であり、24人の死刑が確定している。また日本の刑事裁判で死刑が確定した女性は、1981年（昭和56年）以降ではESが7人目である。
ESの弁護人は同月22日付で判決の訂正を申し立てたが、申立は10月3日付の決定で棄却され、同月5日付で死刑が確定した。

### 従犯Aの審理
起訴状によれば、Aは1995年4月下旬から5月下旬にかけ、夫であった丁に暴行を加えて死亡させ、また6月には戌を殺害したとされている。被告人Aの審理はESら4人とは分離して行われた。1995年10月20日の初公判で、Aは丁への傷害致死罪については大筋で認めたが、戌への殺人罪については「死ぬことは予想していなかった」と殺意を否認した。またAの弁護人は、Aは自分も殺されるかもしれないという極限状態で「相手を殴れ」という命令を実行したものであり、戌への殺人罪については緊急避難行為であったと主張した一方、検察官は自分の身や2人の子供を守るため、自分が殺されるくらいなら戌が死亡しても構わないと思って暴行を加えたとする内容の調書を朗読した。同年11月24日の第2回公判で、Aの弁護人はAによる戌への暴行について、自身と2人の子供の生命・身体への危険を避けるため、ESからの命令にやむを得ず従った「緊急避難」であって違法性はなく、また当時の状況を見れば、Aが適法な行動を取れるとする「期待可能性」も皆無であり、刑事責任は問えず、殺人罪は成立しないと主張した。またAは被告人質問で、ES宅に出入りするようになって以来、夫とともにESを「神」として信じるようになり、「御用」で魂を清めるという話も信じ切っており、被害者らが死ぬとは考えていなかったと述べた。また同年12月15日の公判で、Aは次第にESらが気晴らしのために自分に暴行を加えていると考えるようになったことや、自分の子供も暴行の対象になったことから、家に帰りたいと思ったが、逃げ帰っても連れ戻されると思い、帰れなかったと証言した。
1996年2月9日の論告求刑公判で、検察官はAの当時の状況について、警察や親族に訴えるなど、暴行に加担せずに済む方法もあったため、弁護人の主張する緊急避難には該当しないと主張。その上で、犯行は極めて悪質で刑事責任は重いが、戌への暴行は「悪霊祓い」と信じた上で加担したものであり、自分自身や子供たちを守るために行った面もあるとして、殺人罪としては比較的軽い懲役5年を求刑した。一方で弁護人は、AはESのマインドコントロールにより、ESを神と信じていたため、彼女からの命令には逆らえなかったと主張した上で、そのような事情から丁への暴行については適法な行動を期待できる「期待可能性」が乏しい状態であり、また戌への殺人罪についても殺意はなかったと主張した。
福島地裁（穴澤成巳裁判長）は1996年3月29日、被告人Aを懲役3年（求刑：懲役5年）の実刑とする判決を言い渡した。同地裁は、AはESの暗示にかかっていたとはいえ、当時の状況から見てESから逃走することは可能であるとして、弁護人の「緊急避難」の主張を退け、暴行に加担したのはA自身の意思であったと認定した。また、丁が死亡した際に彼以前に死亡した4人の遺体を見せられたAが「一般的に何らかのインパクトを受けないはずがない」として、夜間を中心に毎日4 - 5時間にわたって行われた苛烈な暴行、戌の衰弱ぶりからして、Aは暴行を加え続ければ戌が死亡することは予見できたとして、未必の殺意があったと認定した。またこの判決では、当時分離して審理されていたESら4被告人について、検察官の主張通り、甲以降の被害者らについては死亡する危険性を予見できていたと認定した。
Aは量刑不当を理由に仙台高裁へ控訴した。控訴審初公判は同年10月1日に仙台高裁第1刑事部（泉山禎治裁判長）で開かれ、弁護人は暴行の事実については原判決の認定通り認めたものの、原判決がAの暴行をESら共犯者と比べても軽くはなかったと認定した点については、情状面で事実誤認があり、量刑不当に当たると主張した上で、戌に対する殺人罪についても「緊急避難」にあたり、殺意はなかったと主張、「緊急避難」の成立を認めなかった原判決は事実誤認であると訴えた。なお、Aは同日の公判までに保釈されている。Aは同年11月7日の第2回公判で、死亡した被害者らには「できる限り供養したい」と述べた一方、自身もESらの暴行による後遺症のためリハビリを続けていると述べた。控訴審公判は同月12月3日の第3回公判でいったん結審し、判決公判は1997年（平成9年）1月30日に予定されていたが、同日の公判までにAによって殺害されたとされている戌の父親がAの減軽を求める上申書を出し、Aの弁護人がこの示談書を仙台高裁に提出したため、同日の第4回公判で証拠調べと弁論を行い、改めて結審した。Aは被告人質問で、1996年暮れに戌の遺族に慰謝料として100万円を払ったと述べ、弁護人はAの遺族からの「寛大な処置をお願いする」という上申書を提出した一方、検察官はその上申書について、ESら他の被告人らよりは刑を軽くしてほしいが、刑務所には入ってもらいたいという意味だとする遺族の調書を提出した。
同高裁は3月13日に原判決を破棄自判し、Aを懲役3年・執行猶予5年とする判決を言い渡した。殺人罪に問われた被告人が執行猶予付きの判決を受けることは異例とされている。同高裁は、戌に対する暴行は未必的な殺意の下にESと共謀して行われたものであり、原判決の認定は正当であるとして、弁護人の「暴行は緊急避難行為」「殺意はなかった」とする主張をいずれも退けたが、一連の犯行はESの嫉妬心や利己的な動機から起こされ、異常な雰囲気の中で行われた犯行であり、AはESの心理的束縛から完全に脱しきれず、正常な判断力を失った状態で犯行に加担したと認定、原判決後に被害者遺族との示談が成立したこと、Aには幼い2人の子供がいること、深く反省していることなどの事情を考慮した。Aは上告の意向を見せず、後に同判決は確定している。

## ESの死刑執行
ESは死刑判決の確定により死刑確定者（死刑囚）となったが、その直後には弁護人の阿部潔（仙台弁護士会）に再審請求の手続きを依頼しており、2012年（平成24年）末までに責任能力か殺意の有無を争点として請求手続きを行う予定だった。
しかし同年9月27日、仙台拘置支所に在監していたESは滝実法務大臣の死刑執行命令により、宮城刑務所で刑を執行された（65歳没）。死刑確定から執行までの期間は約4年間である。女性死刑囚の死刑が執行された事例は、1997年（平成9年）に夕張保険金殺人事件の女性死刑囚が死刑を執行されて以来15年ぶりで、戦後ないし、男女別の統計が残っている1950年（昭和25年）以降では4人目である。また福島県関係の事件で死刑が執行された事例は、2004年（平成16年）にいわき市鹿島町走熊で発生した母娘殺害事件で強盗殺人罪に問われ、死刑が確定した男が2008年10月に死刑を執行されて以来であり、女性死刑囚の刑が執行された事例に限れば初である。死刑執行は同年の8月3日以来だったが、前回との間隔（1か月24日）は1993年（平成5年）の死刑執行再開後、過去2番目の短さだった。当時、野田内閣は2度目の内閣改造を控えており、また滝も高齢であることから退任を示唆していた中での死刑執行だったため、アムネスティ・インターナショナル日本事務局長の若林秀樹は「無責任な駆け込み執行だ」と死刑執行に抗議したが、滝はESら2人の死刑執行について、前回の死刑執行以前から執行対象として調査していたと述べている。

## 評価
福島地検の幹部は論告求刑公判後、「隔絶された集団内のリンチ」「犯行に加わった人間が『明日はわが身』と主犯格の人間の意向に逆らえなかった」「男女関係がリンチの動機」という点から、ESがYに対し興味を持ちそうな女性信者に次々と因縁をつけ、「御用」と称した暴行をエスカレートさせていったこの事件と連合赤軍事件（口紅をつけていた女性構成員が「総括」の標的にされたことがある）との類似性を指摘している。小田晋もこの事件について、連合赤軍による集団リンチ事件と同様に、閉鎖的な小集団でカリスマ的指導者と従う者たちの確信が互いに共鳴し合って暴走した末に起きた事件であると評しており、また日本には古来から「神がかり」を信じやすい宗教的土壌があり、ESと同様に病気になったとして相談に訪れた者から「前世の因縁や霊のせいだ」として「供養」と称し、財産をだまし取る新興宗教団体があると評している。また紀藤正樹は、日本社会では医療と呪術の境界が曖昧な部分があることから、一般人でもこのような事件に巻き込まれる危険性があると評している。
佐木隆三は、これまで戦後日本の宗教関連の事件では1、2人の遺体が発見された事件はあったものの、6人の遺体が発見されたこの事件はオウム真理教事件と並び、かなり大規模なものであると評した上で、戦後の高度経済成長を経た爛熟期にはこのような宗教関連の事件が目立ってくるようになったと評している。
藤田庄市は、事件までは普通に日常生活を営んできた「善良な人々」であったESらがわずか半年間で利己的・個人的な動機のみで6人を死亡させ、死体と同居を続けるように至ったという点、被害者は監禁されていたわけでもなく、逃げ出す機会もあったはずなのに助けを求めなかったという点、また被害者はいずれも「御用」を受けることに抵抗を示さなかった点などについて疑問を呈している。
第一審で4被告人の精神鑑定を担当した丹羽は、ソーシャル・ネットワーキング・サービス (SNS) が普及した2025年（令和7年）時点では「一定数が信じれば誤情報が常識になる」と指摘した上で、物価高などで経済的に困窮する状況が長引けば、宗教的なものに救いを求める人々が増え、結果的にこの事件と同様に加害者が被害者を心理的に支配して起こる事件は再発しうると指摘し、そのような事件を防ぐためには救いを求める人々に対し、社会全体で適切な支援をしていくことなどが必要であると述べている。

## 事件の影響など
事件は福島県内のみならず、県外、ひいては日本国外にも大きな衝撃を与え、AP通信は事件直後に「宗教団体の家で六人の変死体を発見。警察関係者はオウム真理教とは関係ないようだと言っている」と事件を速報した。『福島民友』は読者投票による同年の「県内10大ニュース」の第3位（1980票）として「女祈とう師宅に6人の変死体」を選出している。
同年の福島県では殺人事件が未遂を含めて20件発生しており、過去5年間で最多を記録した一方、うち3件が年末時点で未解決となっていた。捜査本部が設置された事件は、解決済み事件がこの須賀川市の事件と耶麻郡西会津町の老夫婦殺害事件（10月26日）の2件で、未解決事件がいわき市田人の老女殺害事件（3月21日）、いわき市平五色町の女性殺害事件（9月12日）、いわき市の看護師殺害事件（12月24日）の3事件、計5事件である。特にいわき南警察署は2事件の殺人事件捜査本部を抱えたまま年越しを迎える事態となっていた。また捜査本部設置事件を扱う捜査一課の特捜班は7人全員が常に出動しており、人手不足に陥っていたため、県警は強行班、盗班、特殊班の捜査員を動員して対処していた。
『福島民報』はESの親族について、事件後は蔑視や偏見に耐えながら生活していると報じている。また現場となった住宅付近で食堂を営む人物は『福島民友』の取材に対し、事件が原因で周辺地域のイメージが悪化したと証言している。

### 福島県における大量殺人事件・宗教関連の事件
福島県で発生した大量殺人事件にはこの事件以外にも、1942年（昭和17年）10月に耶麻郡加納村（後の熱塩加納村、現・喜多方市）で日本刀を持った男が3軒を次々と襲って8人を殺害した事件や、1947年（昭和22年）11月に安達郡熱海町（現・郡山市）で一家6人が鉞で殴り殺された強盗殺人事件、また1948年（昭和23年）2月に発生した会津若松市藤室の一家5人殺害事件、1949年（昭和24年）6月に石城郡高久村（現・いわき市）で発生した一家4人殺害事件、1959年（昭和34年）12月に発生した岩瀬郡天栄村の一家3人殺害事件といった3件の強盗殺人事件があるが、6人以上が殺害された事件は1954年（昭和29年）の福島県警察本部発足後では初であり、熱海町の事件以来であった。
また宗教活動に絡んだ事件としては、1981年（昭和56年）3月、いわき市のキリスト教牧師館で信者代表の男性会社員が牧師の命令を受けた会社の同僚2人によって手足をビニールテープで縛られ、ガムテープを貼られるなどして監禁された末に死亡するという事件が発生しており、県内ではその事件以来となる宗教関連の事件でもあったが、このような被害者多数の殺人事件にまで発展したこの事件は、福島県の犯罪史上例がない事件でもあった。

## 類似事件

### 宗教関連事件
民家からミイラ化・白骨化した遺体が見つかる事件としては、この事件のように「宗教儀式」と称して殺人・遺体の放置を行ったケース以外にも、被害者の同居人が殺人を隠ぺいするため遺体を放置したケースや、病死・自殺によって死亡した人物の遺体が発見されないケースが見受けられるが、一度に大量の遺体が見つかるケースは「宗教儀式」と称した犯行の場合に多いとされる。
1987年（昭和62年）3月には神奈川県藤沢市で、同じ新興宗教団体の会員だった男女2人が「肉体が死ななければ悪魔も死なないと思った」などの理由から男性を殺害し、遺体を切断するという事件（藤沢悪魔払いバラバラ殺人事件）が、また同年5月には福岡県北九州市の女性祈祷師宅からミイラ化した男児の遺体と白骨化した女性の遺体が発見される事件が発生している。後者の事件では住人の女性が、乳児を含む3人の遺体を放置したとして書類送検されたが、2006年（平成18年）11月には彼女が所有していた北九州市小倉北区のマンションの一室でミイラ化した2体を含む身元不明の男女3人の遺体が発見されている。
1992年（平成4年）12月には岡山県御津郡御津町（現：岡山市北区御津）で、男性祈祷師が祈祷の名目で信者の女性に対し、背中や足を太鼓のばちや素手で数十回殴るなどの暴行を加え、全身打撲で死亡させたとして傷害致死容疑で逮捕される事件が発生している。
1999年（平成11年）11月には千葉県成田市のホテルで、自己啓発セミナー「ライフスペース」の関連団体で治療を受けていた男性が一部ミイラ化した遺体となって発見される事件（成田ミイラ化遺体事件）が発生しており、逮捕された「ライフスペース」幹部は自らが長期間放置していた遺体について「生きている」と供述していた。2000年（平成12年）1月には宮崎県宮崎市の集団活動グループ「加江田塾」で男児と乳児のミイラ化した遺体が発見され、「病気治療」と称した祈祷行為の末に男児を死亡させたとして塾代表と幹部が逮捕される事件が発生している。

### 室内などで多数の遺体が発見された事件
この事件と同様に室内などで多数の遺体が発見された事件としては、1971年（昭和46年）に群馬県で発覚した大久保清による連続殺人事件、1972年（昭和47年）に群馬県の連合赤軍山岳アジトで12人の遺体が発見された山岳ベース事件、1988年（昭和63年）から1989年（平成元年）にかけて宮崎勤が起こした東京・埼玉連続幼女誘拐殺人事件、1992年（平成4年）から1993年（平成5年）にかけて発生した大阪愛犬家連続殺人事件、2005年（平成17年）に神奈川県平塚市で発覚した平塚5遺体事件、2012年（平成24年）に兵庫県尼崎市で発覚した8人死亡事件（尼崎事件）、2017年（平成29年）に神奈川県座間市で発覚した座間9人殺害事件などがある。

## テレビ番組
2013年8月7日に日本テレビ系列で放送された『ザ!世界仰天ニュース』では、「誰もがはまる恐怖…洗脳スペシャルpart2」と銘打った特集でこの事件が取り上げられた。